# 京成成田空港線
成田空港線（なりたくうこうせん）は、東京都葛飾区の京成高砂駅から千葉県成田市の成田空港駅までを千葉ニュータウン経由で結ぶ鉄道路線である。北総鉄道・千葉ニュータウン鉄道・成田高速鉄道アクセス・成田空港高速鉄道が線路を保有し、京成電鉄が旅客運送を行っている（詳細後述）。成田スカイアクセス線（英語: Narita SKY ACCESS Line）という愛称が付けられており、各種掲示物などでオレンジ色の案内色を用いて旅客案内を行っている。駅ナンバリングで使われる路線記号はKS（ただし、京成高砂駅以外の北総鉄道共用駅を除く）。

## 概要
東京都心から成田国際空港へのアクセス改善を目的に、印旛日本医大駅まで通じていた北総鉄道北総線をさらに東へ延伸して同空港に直結させた空港連絡鉄道路線で、2010年（平成22年）7月17日に開業した。東京 - 成田空港間の輸送において既存の京成本線経由と比較してより直線的なルートを通っているため、当路線の開業により所要時間の短縮につながった。また、当路線を経由して京成上野駅 - 成田空港駅間を結ぶ「スカイライナー」は当路線の一部区間において最高速度160km/hでの運転を行っており、これは新幹線以外の鉄道では日本国内最高速度である。
全線にわたって、京成電鉄が第二種鉄道事業者であり、京成電鉄が北総鉄道・千葉ニュータウン鉄道・成田高速鉄道アクセス・成田空港高速鉄道の4社に線路使用料を支払い、線路を借りて旅客運送を行う「上下分離方式」を採用している。
|          | 京成高砂           | …                  | 小室               | 小室                           | …                              | 印旛日本医大                   | 印旛日本医大                   | …                              | 成田湯川                       | …                              | （接続点）                     | （接続点）                 | …                          | 空港第2ビル                | 成田空港                   |
| 既設区間 | 既設区間           | 既設区間           | 既設区間           | 既設区間                       | 既設区間                       | 新設区間                       | 新設区間                       | 新設区間                       | 新設区間                       | 新設区間                       | 新設区間                       | 新設区間                   | 既設区間                   | 既設区間                   |                            |
| 運行     | 京成電鉄 （第2種） | 京成電鉄 （第2種） | 京成電鉄 （第2種） | 京成電鉄 （第2種）             | 京成電鉄 （第2種）             | 京成電鉄 （第2種）             | 京成電鉄 （第2種）             | 京成電鉄 （第2種）             | 京成電鉄 （第2種）             | 京成電鉄 （第2種）             | 京成電鉄 （第2種）             | 京成電鉄 （第2種）         | 京成電鉄 （第2種）         | 京成電鉄 （第2種）         | 京成電鉄 （第2種）         |
| 運行     | 北総鉄道 （第1種） | 北総鉄道 （第1種） | 北総鉄道 （第1種） | 北総鉄道 （第2種）             | 北総鉄道 （第2種）             | 北総鉄道 （第2種）             |                                |                                |                                |                                |                                | 東日本旅客鉄道 （第2種）   | 東日本旅客鉄道 （第2種）   | 東日本旅客鉄道 （第2種）   | 東日本旅客鉄道 （第2種）   |
| 保有     | 北総鉄道 （第1種） | 北総鉄道 （第1種） | 北総鉄道 （第1種） | 千葉ニュータウン鉄道 （第3種） | 千葉ニュータウン鉄道 （第3種） | 千葉ニュータウン鉄道 （第3種） | 成田高速鉄道アクセス （第3種） | 成田高速鉄道アクセス （第3種） | 成田高速鉄道アクセス （第3種） | 成田高速鉄道アクセス （第3種） | 成田高速鉄道アクセス （第3種） | 成田空港高速鉄道 （第3種） | 成田空港高速鉄道 （第3種） | 成田空港高速鉄道 （第3種） | 成田空港高速鉄道 （第3種） |

このうち、京成高砂駅 - 印旛日本医大駅間32.3kmは施設上は北総鉄道北総線として、成田高速鉄道アクセス線接続点 - 成田空港駅間8.4kmのうち空港第2ビル駅 - 成田空港駅間は京成本線の一部として2010年より前に開業済みであり、それぞれ成田空港線との重複区間となっている。
京成高砂駅 - 印旛日本医大駅間においては、北総鉄道北総線に直通運転しているわけではなく、同一線路を使用していながら別々の事業者が鉄道事業法第二条における「旅客の運送」を行っていることから、京成電鉄と北総鉄道との線路共用区間となっている（当路線は京成電鉄が第2種、北総鉄道は第1種と第2種）。当路線経由の列車について「北総線経由」と表記されることがあるがあくまでも便宜上であり、正確な表現ではない。なお、アクセス特急の停車しない駅（新柴又駅、矢切駅、北国分駅、秋山駅、松飛台駅、大町駅、西白井駅、白井駅、小室駅、印西牧の原駅）は当路線の駅となっていない一方で、北総鉄道の乗車券でも当路線列車に乗車できる。このため、成田空港線と北総線は列車種別を揃えるなど共通化した取り扱いもなされている。

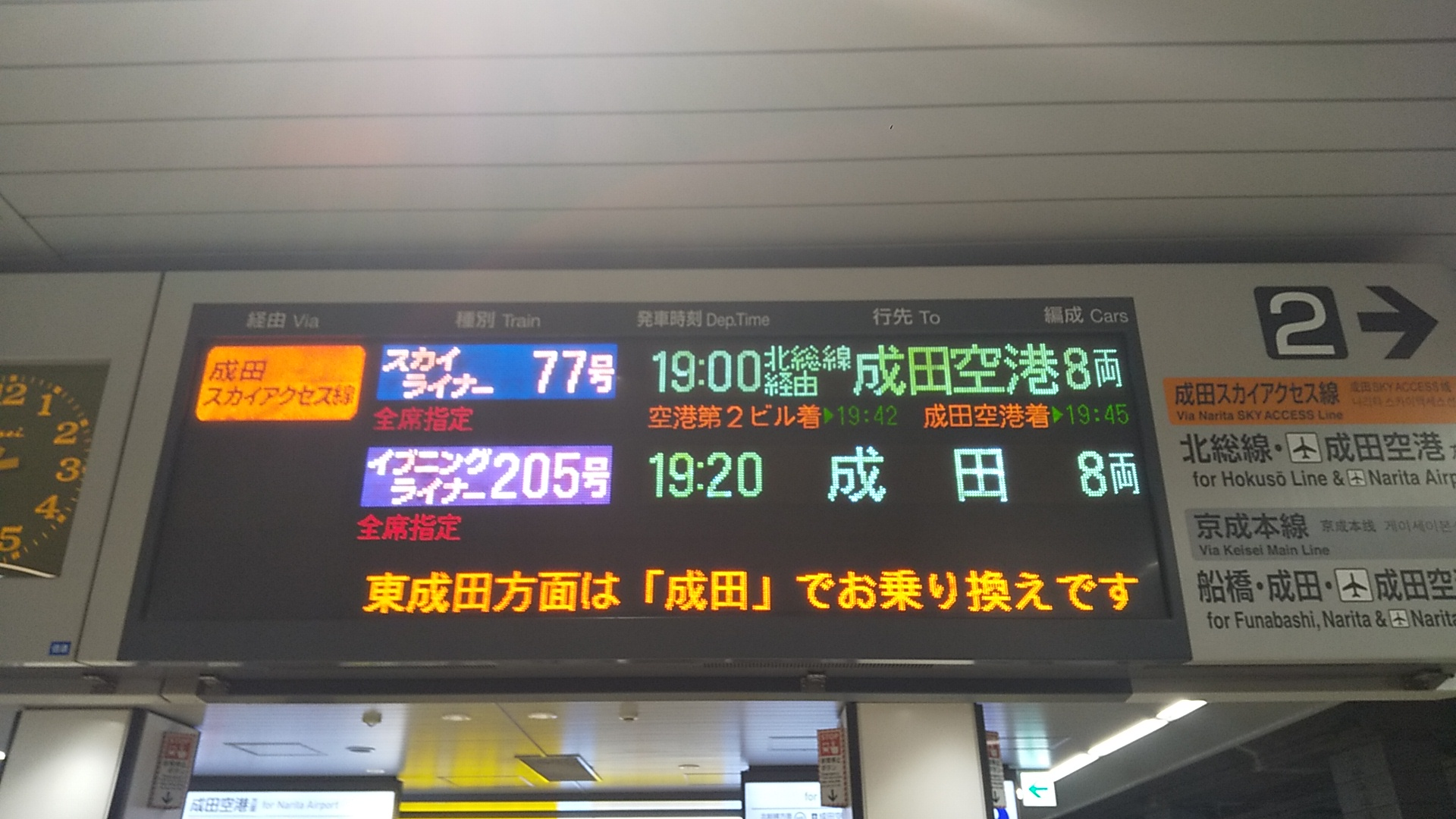
京成上野駅の発車標。成田スカイアクセス線経由の列車に「北総線経由」の文字
本線と成田スカイアクセス線の位置関係

## 路線データ
- 路線距離：51.4km（ただし空港第2ビル駅 - 成田空港駅間の1.0kmは京成本線と重複）
- 管轄（事業種別）：
  - 全線：京成電鉄（第2種鉄道事業者）
  - 京成高砂駅 - 小室駅間19.8km：北総鉄道（第1種鉄道事業者）
  - 小室駅 - 印旛日本医大駅間12.5km：千葉ニュータウン鉄道（第3種鉄道事業者）
  - 印旛日本医大駅 - 成田空港高速鉄道線接続点間10.7km：成田高速鉄道アクセス（第3種鉄道事業者）
  - 成田高速鉄道アクセス線接続点 - 成田空港駅間8.4km：成田空港高速鉄道（第3種鉄道事業者）
- 建設主体: 鉄道建設・運輸施設整備支援機構が受託業務として建設
- 軌間：1435mm
- 複線区間：京成高砂駅 - 成田湯川駅間
- 単線区間：成田湯川駅 - 成田空港駅間
- 電化区間：全線（架空電車線方式・直流1500V）
- 保安装置：C-ATS（京成高砂駅 - 印旛日本医大駅間の一部は1号型ATS）
- 最高速度：「スカイライナー」130km/h（京成高砂駅 - 印旛日本医大駅間）、160km/h（印旛日本医大駅 - 空港第2ビル駅間）、アクセス特急120km/h（京成高砂駅 - 空港第2ビル駅間）

## 運賃計算について
北総鉄道と京成電鉄の重複区間における運賃の取り扱い等は、2009年（平成21年）12月16日に運賃の上限認可申請が行われており、北総鉄道の従来の運賃体系に準じた運賃が申請され、また沿線自治体で、北総鉄道の運賃引き下げなどを求め、当路線の運賃上限認可申請とは別途、引き下げ運賃の認可を申請し、2010年（平成22年）2月19日に、それぞれの運賃が認可された。
運送約款上、当路線と北総線の各駅相互間を乗車する場合は、次のように適用する運賃が定まる。
1. 京成高砂駅 - 印旛日本医大駅間のみを利用する場合
  - 北総鉄道設定のキロ程に基づく運賃[6]
  - または京成電鉄が北総線に合わせて設定した運賃（成田空港線の駅相互間である場合）[7][8]
2. 成田空港線の駅 - 北総線区間外の成田空港線の駅を利用する場合
  - 京成電鉄設定のキロ程に基づく運賃（1.とは異なる、高めの設定）[7]
3. 成田空港線の駅ではない北総線の駅 - 成田湯川方面を利用する場合
  - 駅間毎に表で定められた運賃[7][9][注 4]

3.の場合は、実際には北総線と京成線の運賃を印旛日本医大駅を境としてそれぞれ別計算した上で、乗継割引を適用した金額という扱いになっている（北総・京成の連絡乗車券）。
北総線との重複区間のみを利用する場合は、当路線を乗車する場合であっても北総鉄道が発売する乗車券を購入する。北総鉄道の乗車券で当路線列車に乗車できることが京成電鉄の運送約款で定められているが、反対に京成電鉄の乗車券で北総線列車に乗車できる規定は、京成電鉄と北総鉄道のどちらにもない。
成田空港線と京成電鉄の他路線とを乗り継ぐ際には、京成高砂経由・新鎌ヶ谷経由の場合は同駅、空港第2ビル経由の場合は成田空港線と本線の接続点で運賃計算を打ち切り、各々の運賃を合算する。空港第2ビル経由の場合は、接続点 - 空港第2ビル駅間のキロ数（空港第2ビル駅より片道0.5 km）は含めず、本線の加算運賃は加えない。この経路の連絡定期券は京成電鉄・北総鉄道でのみ発売する。
なお、京成電鉄で2024年（令和6年）3月16日より導入されている鉄道駅バリアフリー料金は、当路線の運賃には加算されない。

### 株主優待乗車証における取り扱い
京成電鉄の株主優待乗車証は全線有効であるが、新柴又駅 - 印旛日本医大駅間の各駅を発着とする場合は、京成ではなく北総線利用という扱いになり（当路線の駅としてのアクセス特急停車駅を含む）、京成高砂駅または印旛日本医大駅から別途北総線の運賃が必要となる。ただし、印旛日本医大駅 - 成田湯川方面の利用は可能である。

## 沿革
1982年、新東京国際空港アクセス関連高速鉄道調査委員会が運輸省（当時）に空港アクセス鉄道について
- A案（成田新幹線計画ルートの再整備）：東京 - 新砂町（現・新木場付近） - 西船橋 - 新鎌ヶ谷 - 小室 - 印旛松虫（現・印旛日本医大付近） - 成田空港
- B案（北総線を延伸。現在の京成成田空港線のルート）：上野 - 高砂 - 新鎌ヶ谷 - 小室 - 印旛松虫 - 成田空港
- C案（成田線を分岐して成田空港に直結。現在の成田線空港支線、「成田エクスプレス」の運行ルート）：総武本線・成田線東京 - 錦糸町 - 千葉 - 佐倉 - 成田 - 成田空港

の3案を答申し、1984年に運輸省はB案（北総線延伸）を採択し推進すると決定した。しかし、計画は決定したものの、成田アクセス鉄道問題は解決に向けての動きが遅滞していたため、1987年に当時運輸大臣であった石原慎太郎が「成田新幹線の設備と用地を活用し、京成線とJR線を成田空港に乗り入れさせる案（C案）」を指示して事業化され、そちらは一足早く1991年に成田線（空港支線）と京成本線（駒井野分岐点 - 成田空港間）の形で現実化した。
B案はその後、1999年に「成田新高速鉄道事業化推進検討委員会」が設立されて実現に向けて動き出し、2002年には「成田高速鉄道アクセス株式会社」が設立され、2006年に着工し、既存路線の改良および新線建設が行われた。
- 京成高砂駅 - 小室駅 - 印旛日本医大駅間：成田高速鉄道アクセスが既存路線を改良
- 印旛日本医大駅 - （土屋） - 成田空港駅間：成田高速鉄道アクセスが新線（成田高速鉄道アクセス線）を建設[注 7]
- 成田空港駅および空港第2ビル駅構内：成田国際空港株式会社が駅を改良・ホーム増設

新線部分では印旛沼を橋梁で横断しているが、この付近には広大な湿地や里山があり、また野鳥の宝庫ともなっているため自然保護団体を中心に一部計画変更の要望が出ていた。環境影響評価書では代替措置などできる限りの環境保全措置を実施し、景観に配慮した構造とするとして着工された。建設工事は順調に推移し、2010年3月に完工、3月25日から約4か月の乗務員習熟訓練運転を経て同年7月17日に開業した。開業により、それまで最速で51分かかっていた日暮里 - 空港第2ビル間が最速36分で結ばれ、所要時間が15分短縮された。総事業費は1,261億円である。
路線愛称が決定するまで仮称として事業名「成田新高速鉄道整備事業」の略称である「成田新高速鉄道」と呼ばれていたが、2008年12月20日から2009年1月15日まで成田新高速鉄道に代わる新しいアクセスルート愛称名の公募を行って選考した結果「成田スカイアクセス」に決定し、同年12月16日に発表された。
「スカイライナー」の最高速度である160km/h走行区間の分岐器には、高速走行時でも安定した走行と乗り心地の向上を図るためにノーズ可動式分岐器が使用され、なかでも成田湯川駅の成田空港側でJR線との並走のために単線になる分岐器は長さ約135mの38番分岐器が使用され、最高速度のまま、減速を要しない通過が可能となっている。

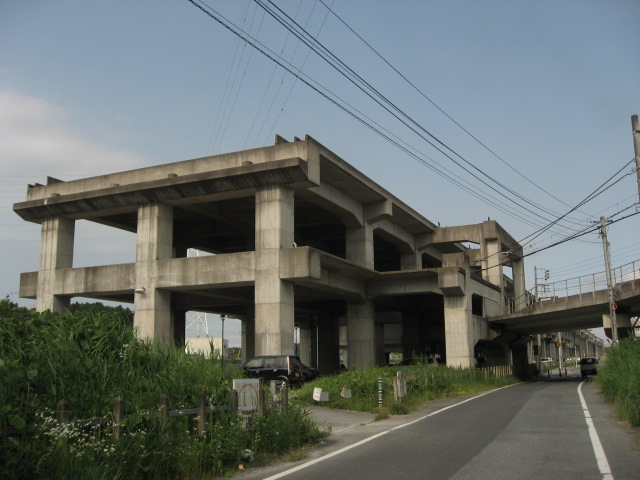
成田市土屋地先の京成成田空港線の橋脚 当初は成田新幹線の建設予定地として整備される予定だった（2007年）
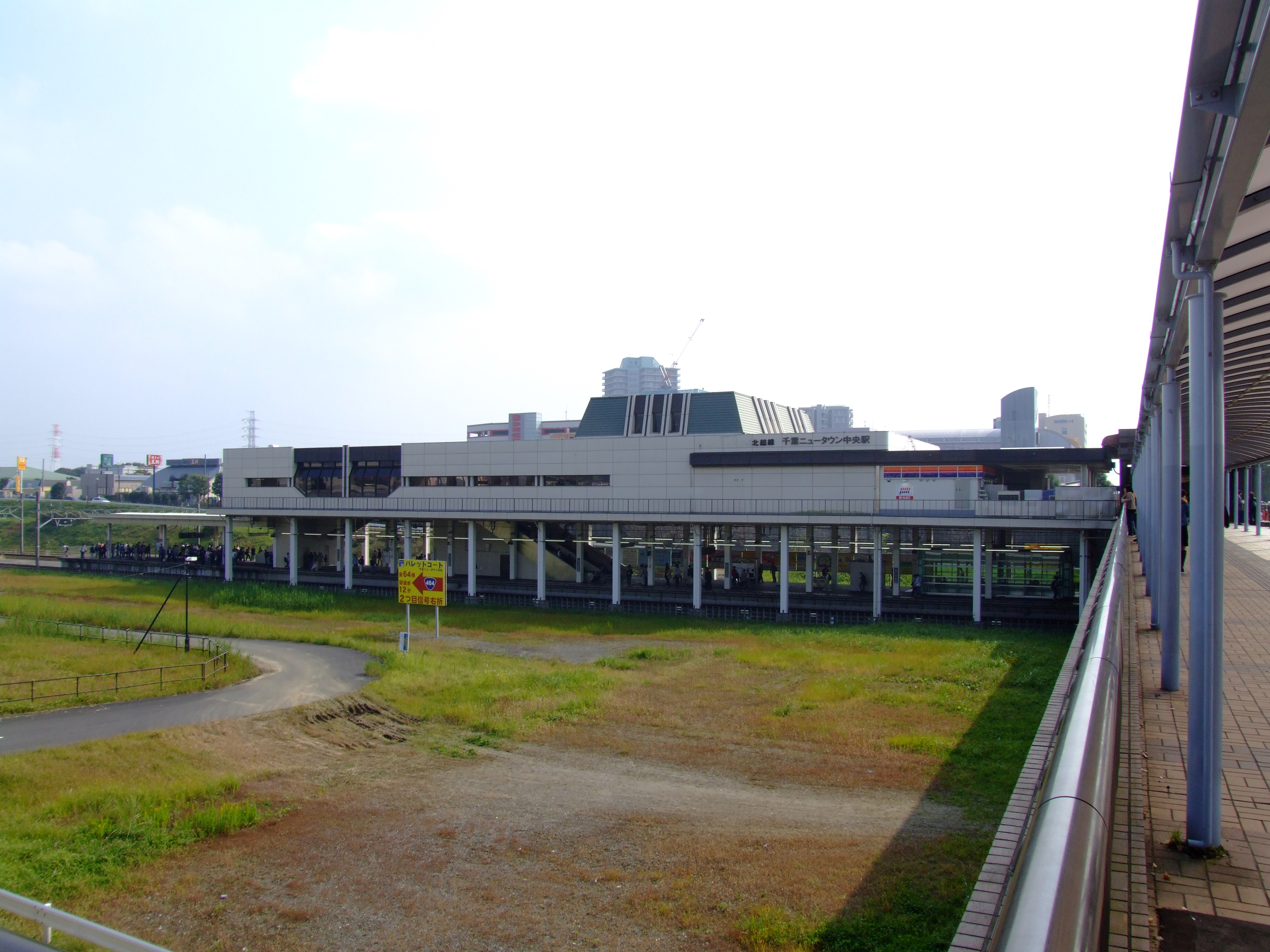
千葉ニュータウン中央駅付近 ここに成田新幹線開業時に新駅の建設が予定された（2006年）
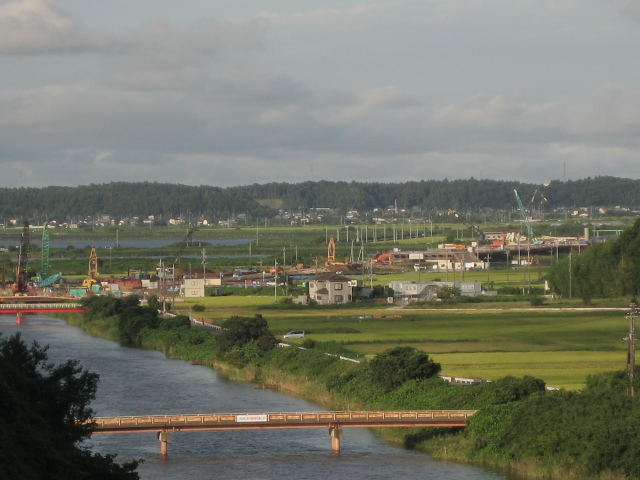
印旛捷水路で成田ニュータウン方面から見た成田空港線（2008年8月31日）
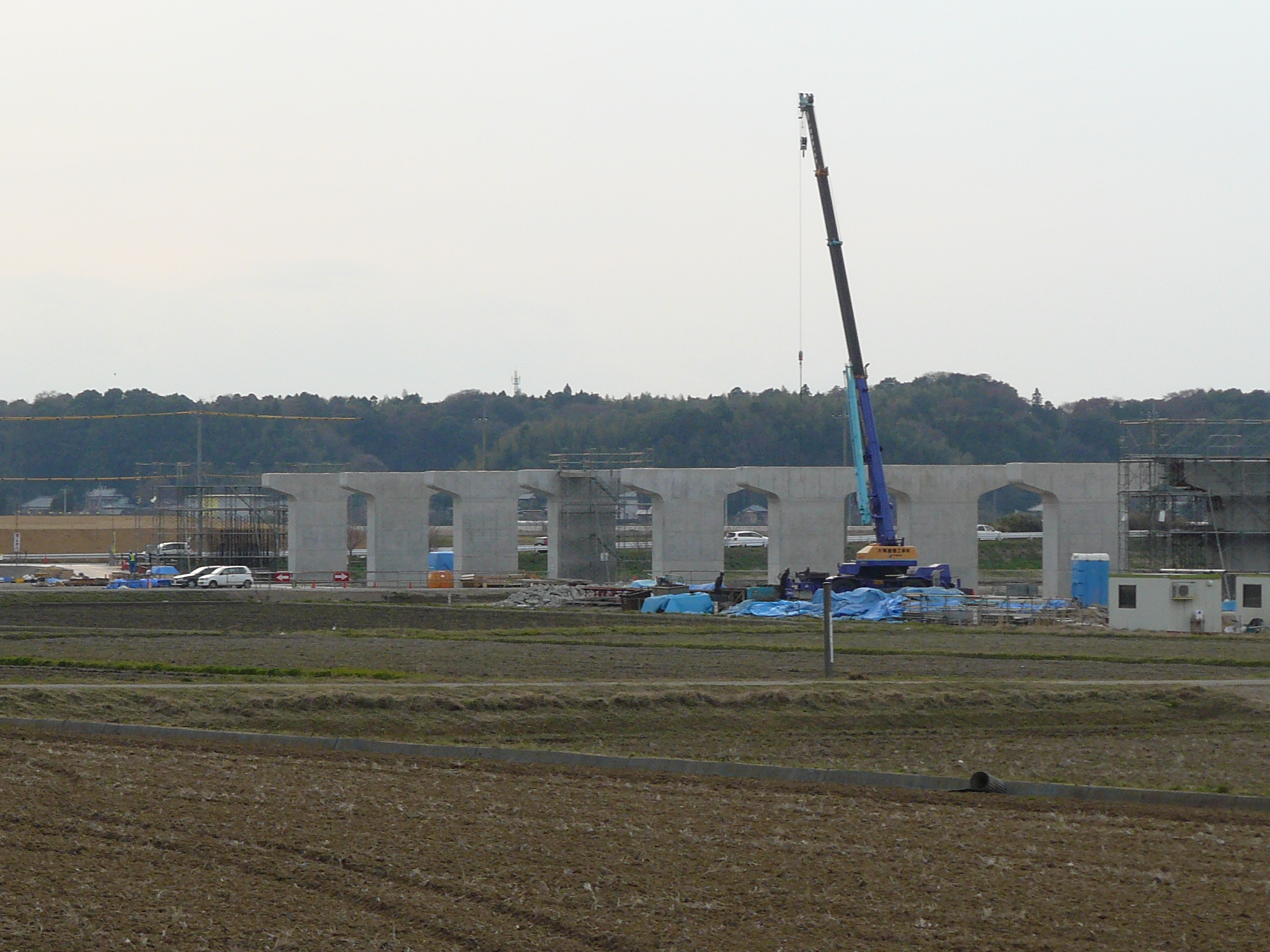
印西市と成田市の境である国道464号甚兵衛大橋付近で進められていた成田空港線工事（2008年3月）
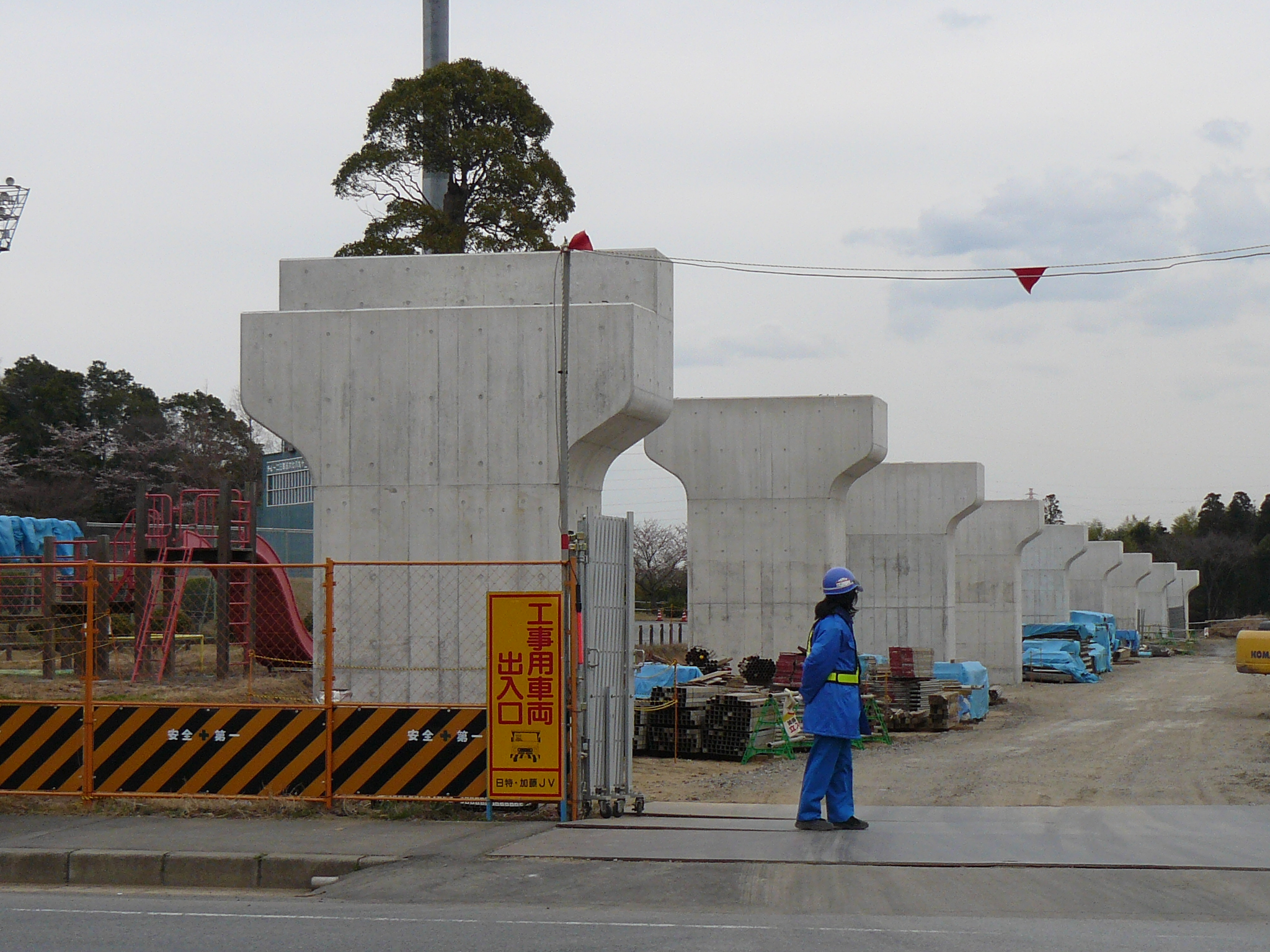
成田市大谷津運動公園付近で進められていた橋脚工事 ここでは成田空港線が公園内を横切る（2008年3月）
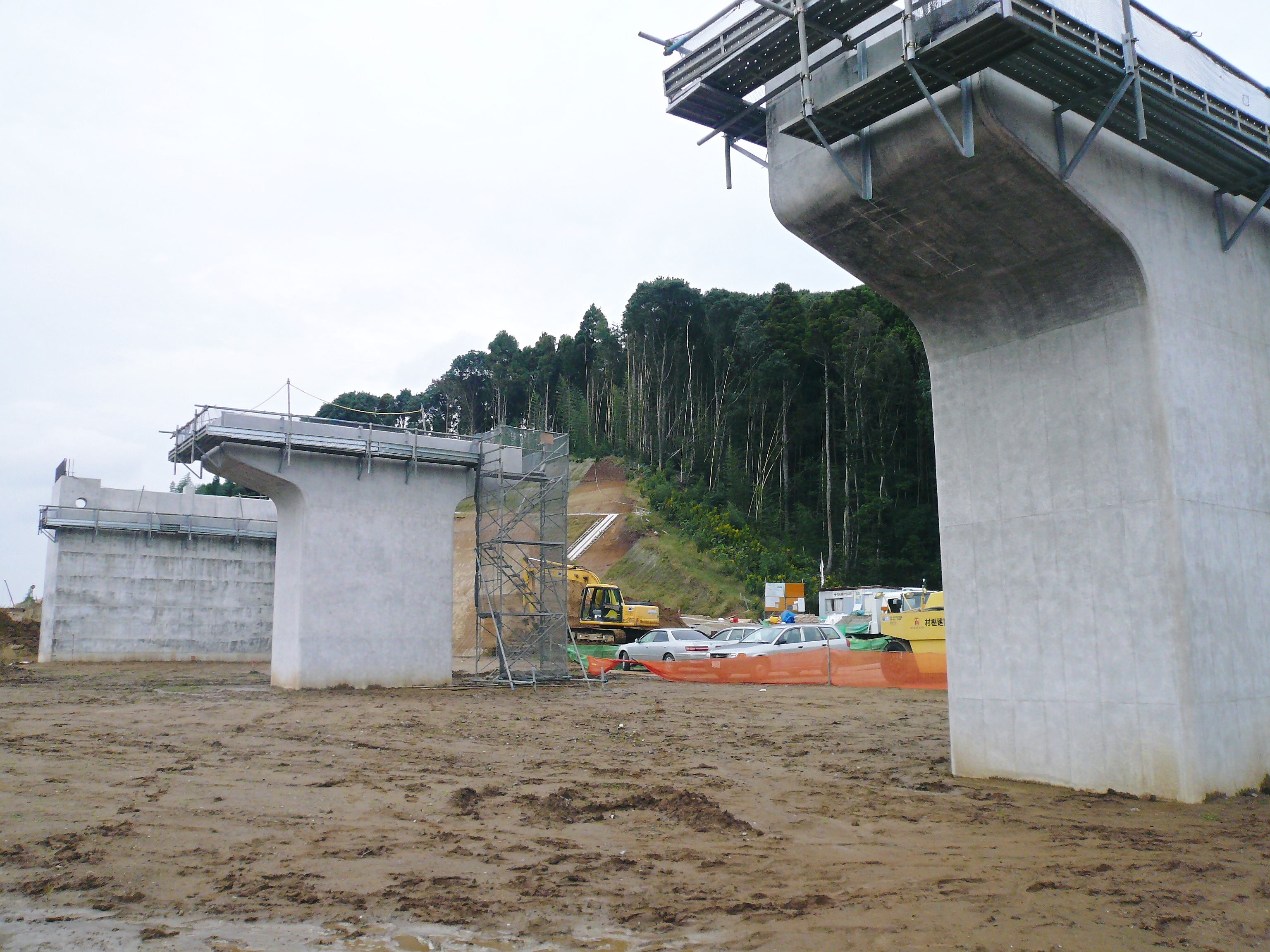
印旛日本医大駅より約100m東付近で進められていた橋脚工事 北千葉道路も着工されている（2008年10月7日）
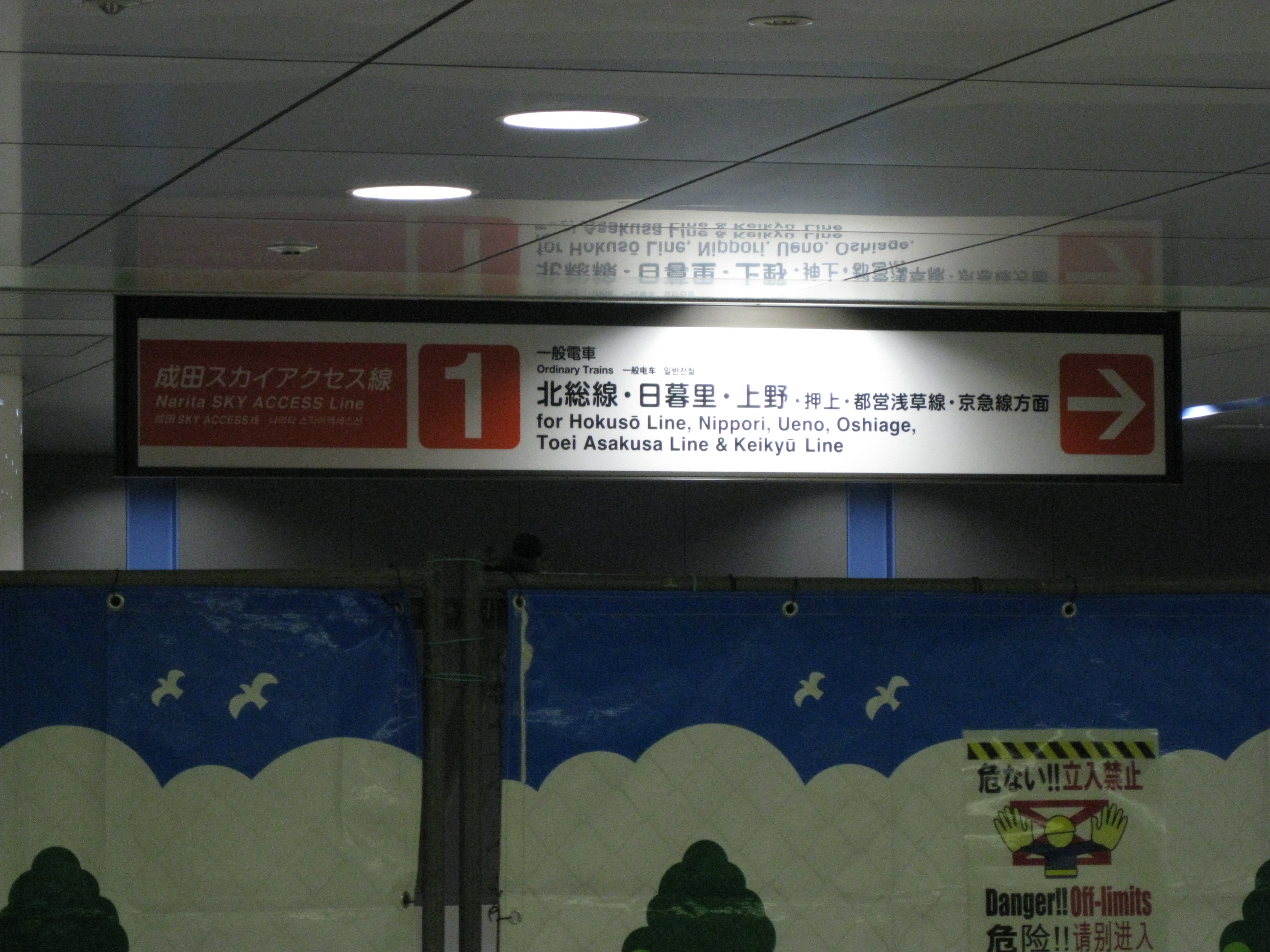
成田空港駅で設置準備中ののりば誘導標識（2010年3月16日）
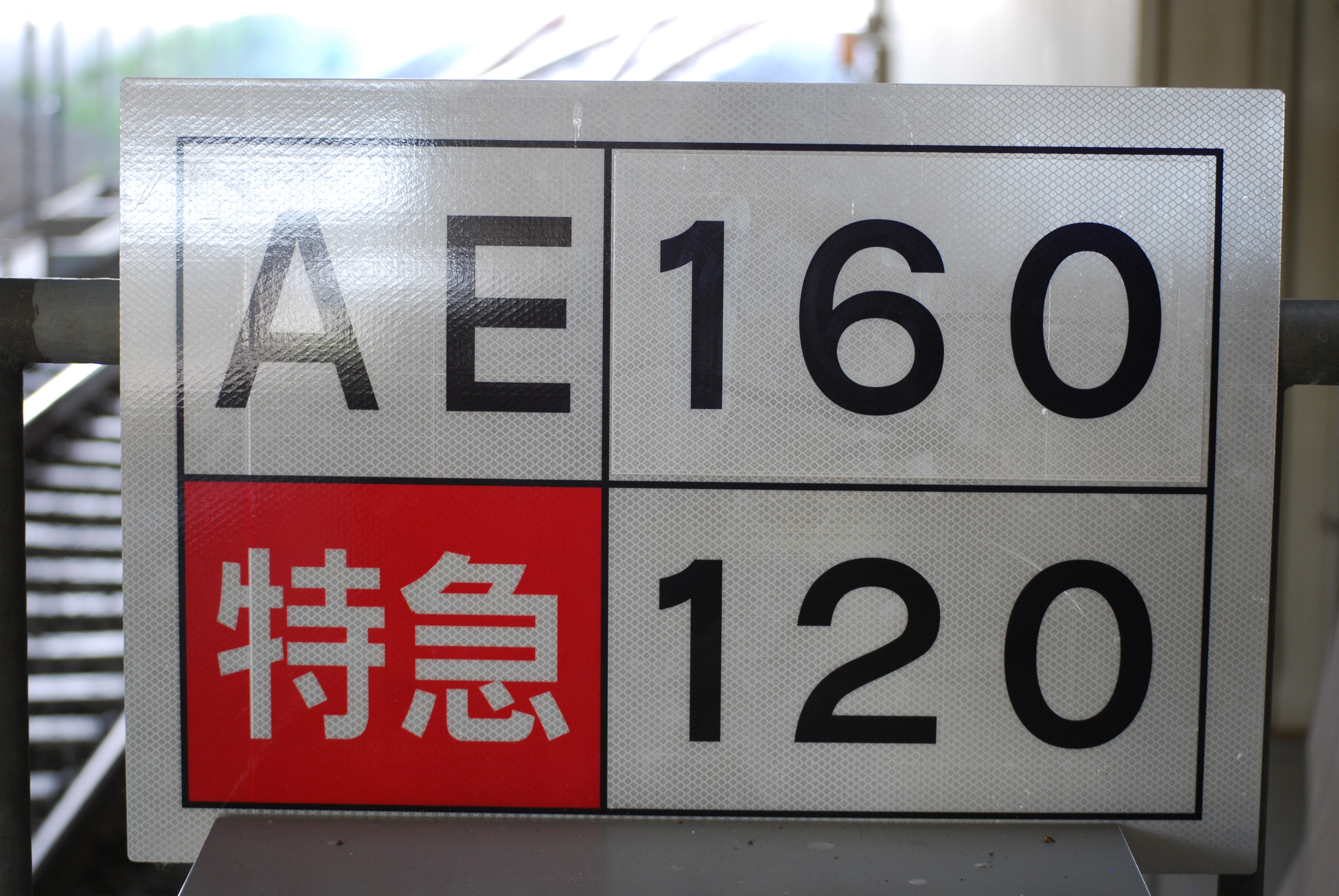
各駅に設置された列車の最高速度表示（2010年5月16日）
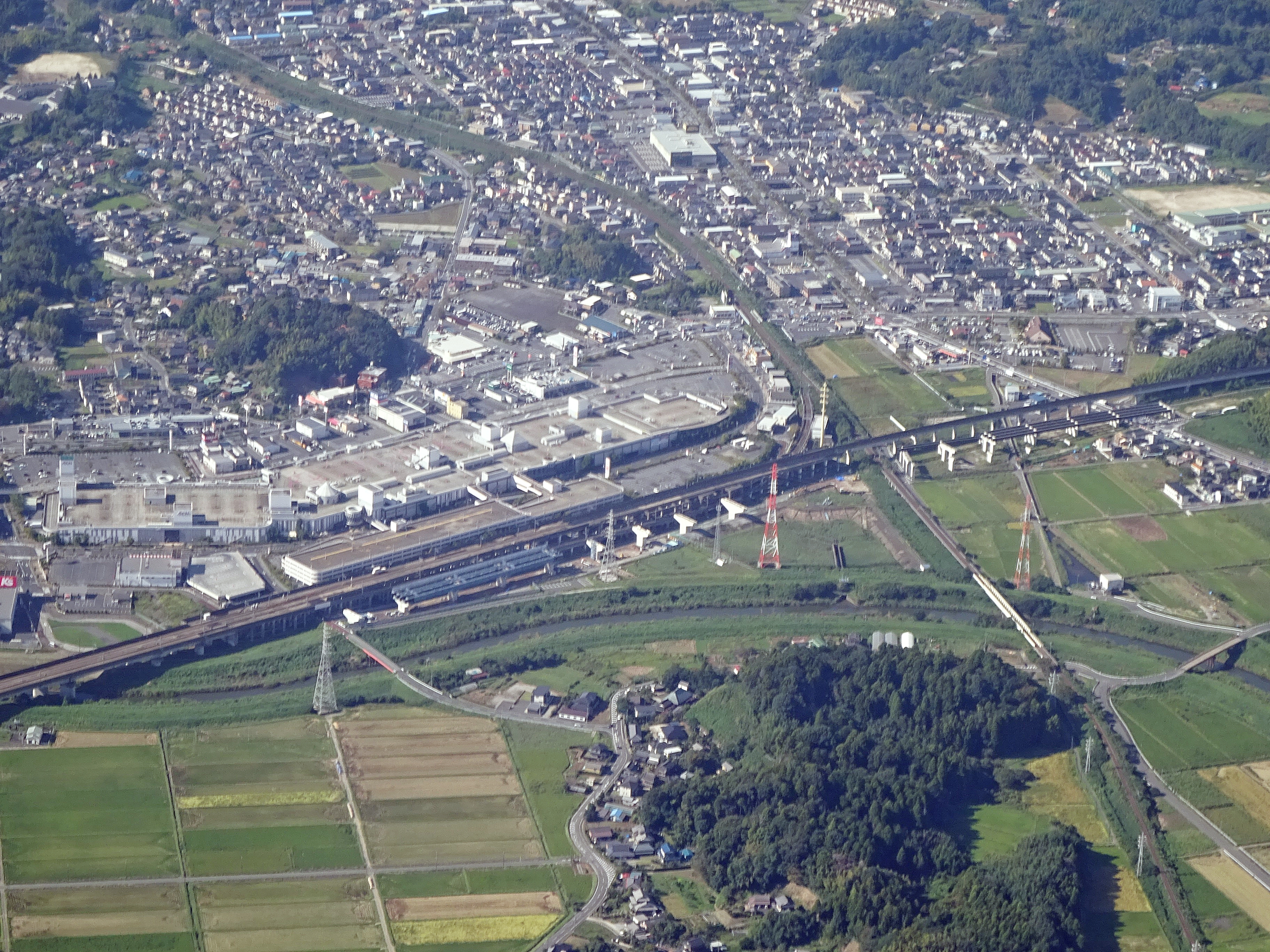
成田スカイアクセス線とJR成田線の交差（2023年）
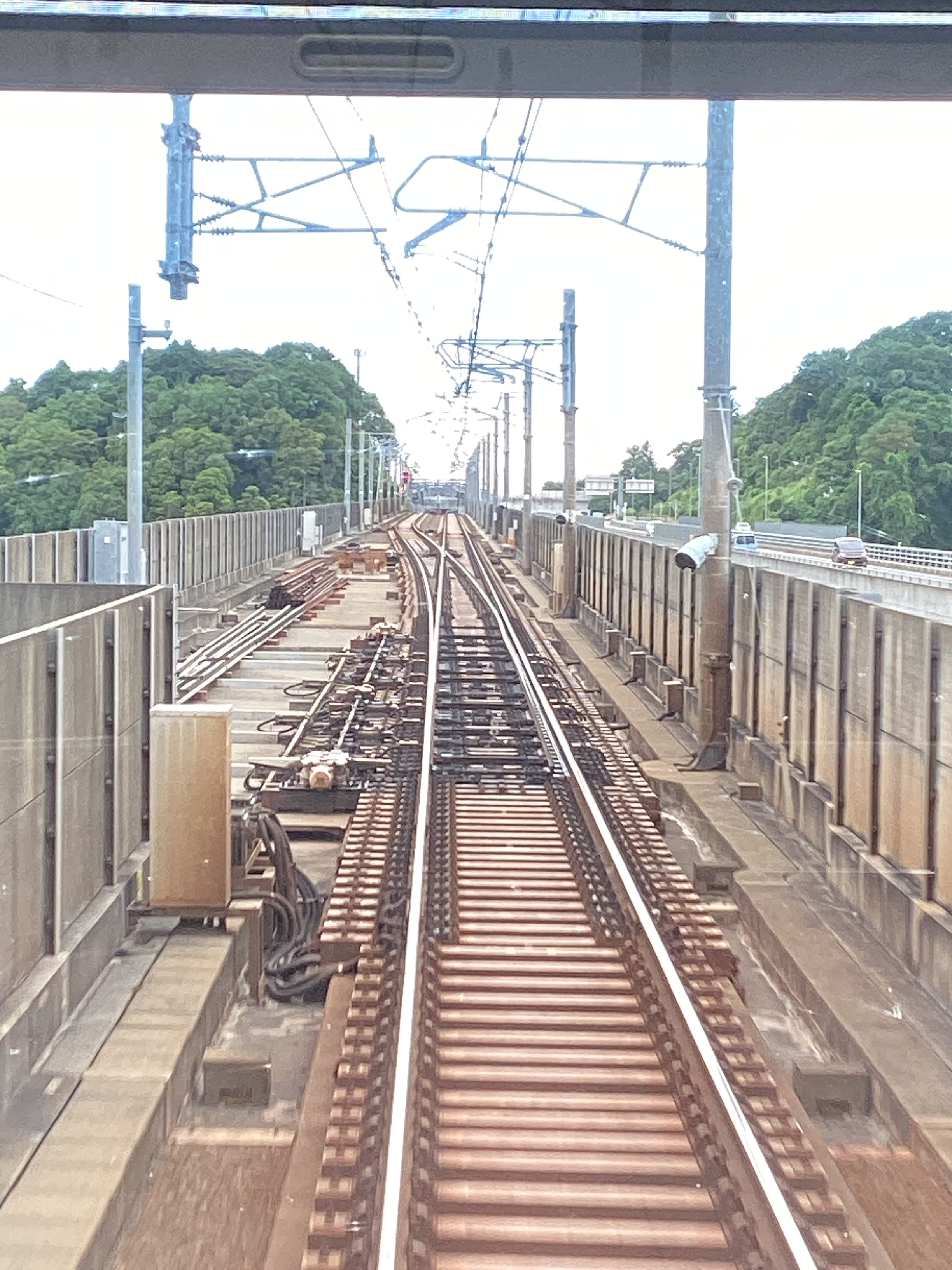
成田湯川駅の空港第2ビル側にある日本最大級の38番分岐器（2024年6月）

### 成田新高速鉄道建設促進期成同盟
- 期成同盟構成団体 - 構成：成田市、市川市、船橋市、松戸市、鎌ケ谷市、印西市、白井市
  - 2010年3月23日に印西市に編入合併した印旛村、本埜村も入っていた。
- 設立 - 1985年7月31日
- 会長 - 成田市長

### 年表
- 1982年（昭和57年）5月31日 - 新東京国際空港アクセス関連高速鉄道調査委員会が運輸省（当時）に対してA・B・C案（前述）を答申。
- 1984年（昭和59年）11月1日 - 運輸省がB案ルートを推進する旨を発表。
- 1985年（昭和60年）7月11日 - 運輸政策審議会答申第7号に位置付け。
- 1999年（平成11年）3月23日 - 「成田新高速鉄道事業化推進検討委員会」設立。
- 2000年（平成12年）1月27日 - 運輸政策審議会答申第18号で2015年までに開業することが適当である路線として位置付けられる。
- 2001年（平成13年）8月28日 - 小泉政権の都市再生プロジェクト（第二次決定）の一つと見なされ、実現に向けて動き出す。
- 2002年（平成14年）
  - 4月25日 - 施設保有会社「成田高速鉄道アクセス株式会社」設立[20]。
  - 5月31日 - 成田高速鉄道アクセス（第3種）および京成電鉄（第2種）の鉄道事業の申請。
  - 7月5日 - 成田高速鉄道アクセス（第3種）および京成電鉄（第2種）の鉄道事業の許可[21][22]。
- 2005年（平成17年）
  - 12月21日 - 国土交通大臣が成田高速鉄道アクセス線の工事施行を認可。
  - 12月27日 - 千葉県知事が成田高速鉄道アクセス線の都市計画決定を告示。
- 2006年（平成18年）2月4日 - 成田国際文化会館で起工式が行われる[23]。
- 2007年（平成19年）6月1日 - 都市計画事業認可取得。
- 2008年（平成20年）
  - 4月1日 - 成田市押畑地先で地権者との用地買収が困難となり、千葉県収用委員会に収用裁決申請を提出する。
  - 7月30日 - 成田市押畑地先の地権者2者の所有する未買収地（計約700m2、延長約150m）に対して、千葉県収用委員会は権利取得と地権者による明け渡しの裁決を出す。同時に用地問題に決着が付く。
  - 9月1日 - 起工承諾等を含め、100%建設用地確保完了。
- 2009年（平成21年）
  - 4月28日 - 印旛日本医大 - 空港第2ビル間の新駅名称が公募により「成田湯川駅」に決定[注 11]。
  - 12月16日 - 路線の正式名称、愛称、一般特急停車駅、改正運賃を開示。
- 2010年（平成22年）開業初日のスカイアクセス直通エアポート快特（京急本線・平和島駅）
  - 3月 - 完工。
  - 3月25日 - 乗務員習熟訓練開始[16]。

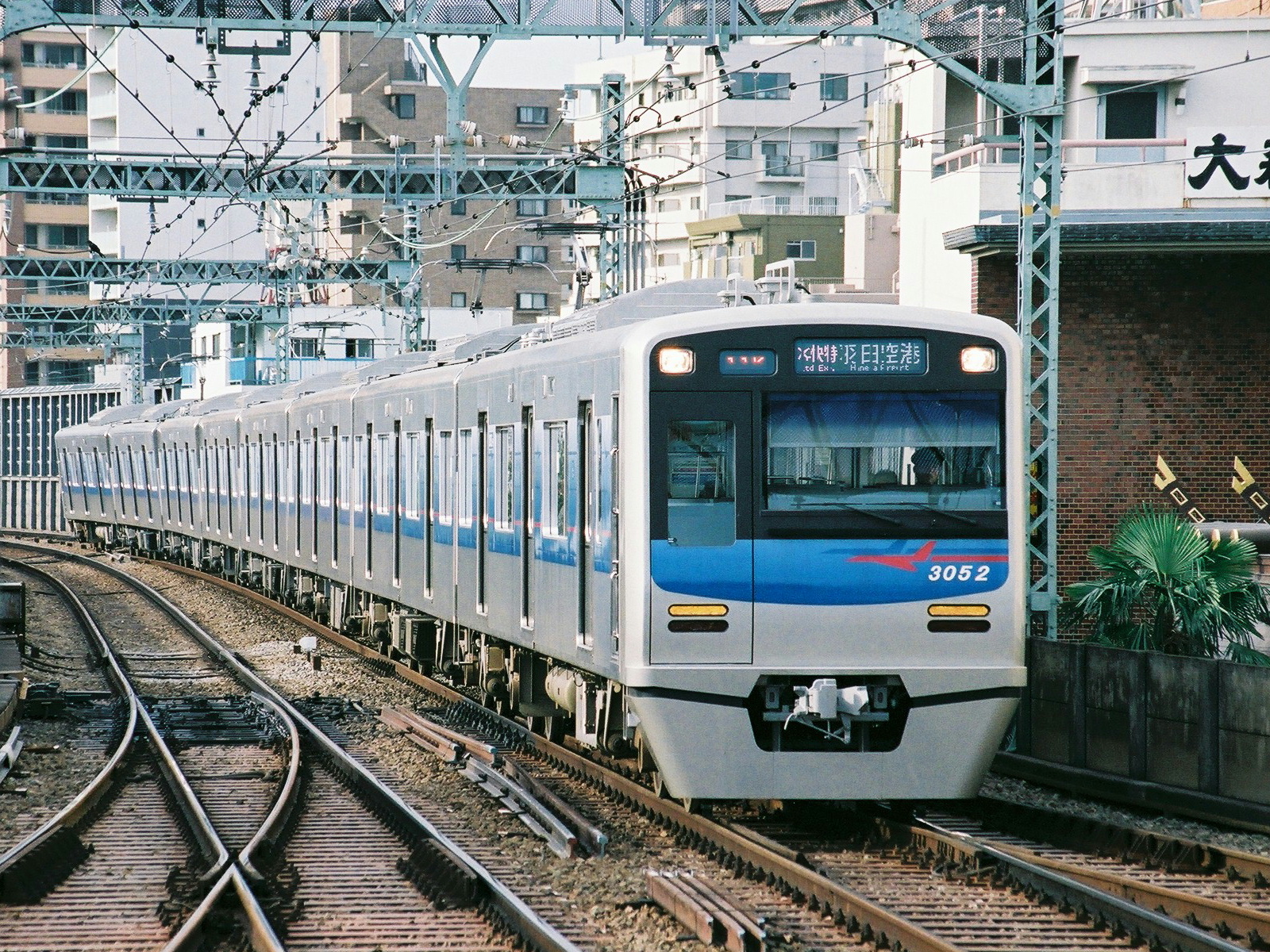
開業初日のスカイアクセス直通エアポート快特（京急本線・平和島駅）

  - 5月16日 - 京急蒲田駅上り線高架化に伴う5社局一斉ダイヤ改正に伴い、乗務員習熟訓練のダイヤも改正。
  - 7月17日 - 開業[1][2]。「スカイライナー」の運転を開始。
- 2011年（平成23年）
  - 3月11日 - 東北地方太平洋沖地震（東日本大震災）が発生。都営地下鉄浅草線・京急線との相互直通運転および「スカイライナー」の運転が休止。各線運行再開後も泉岳寺 - 品川間が封鎖されたため、一部の京成車が京急線内に、一部の京急車が京成線内に取り残される。
  - 3月14日 - 11日の地震による発電所の停止に伴う電力供給逼迫のため、東京電力が輪番停電（計画停電）を実施。これに伴い、この日から都営浅草線・京急線との相互直通運転および「スカイライナー」の運転が休止。
  - 3月15日 - 都営浅草線との相互直通運転を再開。
  - 3月16日 - 京急線との相互直通運転ならびに「スカイライナー」の運転を再開。休日ダイヤベースの特別ダイヤを編成。
  - 4月4日 - 新年度に対応するためのダイヤ改正を実施。
  - 4月11日 - 福島県浜通りで、3月11日の地震の余震（マグニチュード7.1）が発生し、東京都や千葉県北部など当線沿線でも震度4を記録したため、この日の「スカイライナー」の運転が休止（翌日運転再開）。
- 2012年（平成24年）10月21日 - 京急蒲田駅下り線高架化に伴うダイヤ改正により、アクセス特急・エアポート快特の所要時間が短縮されるほか、新鎌ヶ谷駅での北総線系統（京急線内快特）との接続も改善される[24][25][26]。
- 2015年（平成27年）12月5日 - ダイヤ改正により、上りアクセス特急の最終を15分繰り下げて、成田空港22:49発とする[27]。
- 2017年（平成29年）10月21日 - ダイヤ改正により、上りアクセス特急の最終を11分繰り下げて、成田空港23:00発とする。平日は金沢文庫行[注 12]、土休日は西馬込行とする[28]。
- 2019年（令和元年）10月26日 - ダイヤ改正により、上り「スカイライナー」が増発され、成田空港発の最終列車が23:20発の「スカイライナー」となる。
- 2020年（令和2年）10月1日 - 平日朝の通勤時間帯に、AE形車両を使用した印旛日本医大始発京成上野行「臨時ライナー」を運行開始。
  - 乗車は印旛日本医大駅・千葉ニュータウン中央駅のみ、青砥駅・日暮里駅・京成上野駅は降車のみの客扱い[29]。
- 2021年（令和3年）4月17日 - デジタル無線の使用を開始[30]。
- 2022年（令和4年）
  - 2月26日 - ダイヤ改正により、「スカイライナー」青砥駅停車を日中60分間隔で定期化し、一般列車の日中・夜間時間帯における運行本数の見直しおよび一部列車の行先を変更。成田空港駅発最終「スカイライナー」の時刻を20分繰り上げて23:00に変更した。
  - 11月26日 - ダイヤ改正により、青砥駅停車の「スカイライナー」の停車駅に新鎌ヶ谷駅を追加。
- 2024年（令和6年）11月23日・25日 - ダイヤ改正を以下の内容で実施[31]。
- 新たに「スカイライナー」179号・181号が青砥駅、新鎌ヶ谷駅に停車。さらに、21時 - 23時は20分間隔に変更（176号新規設定・78号時刻変更）。
- 平日のみ、神奈川新町駅5時19分発「特急 青砥行」を「成田空港行」に変更。

## 運行に伴う施設改良

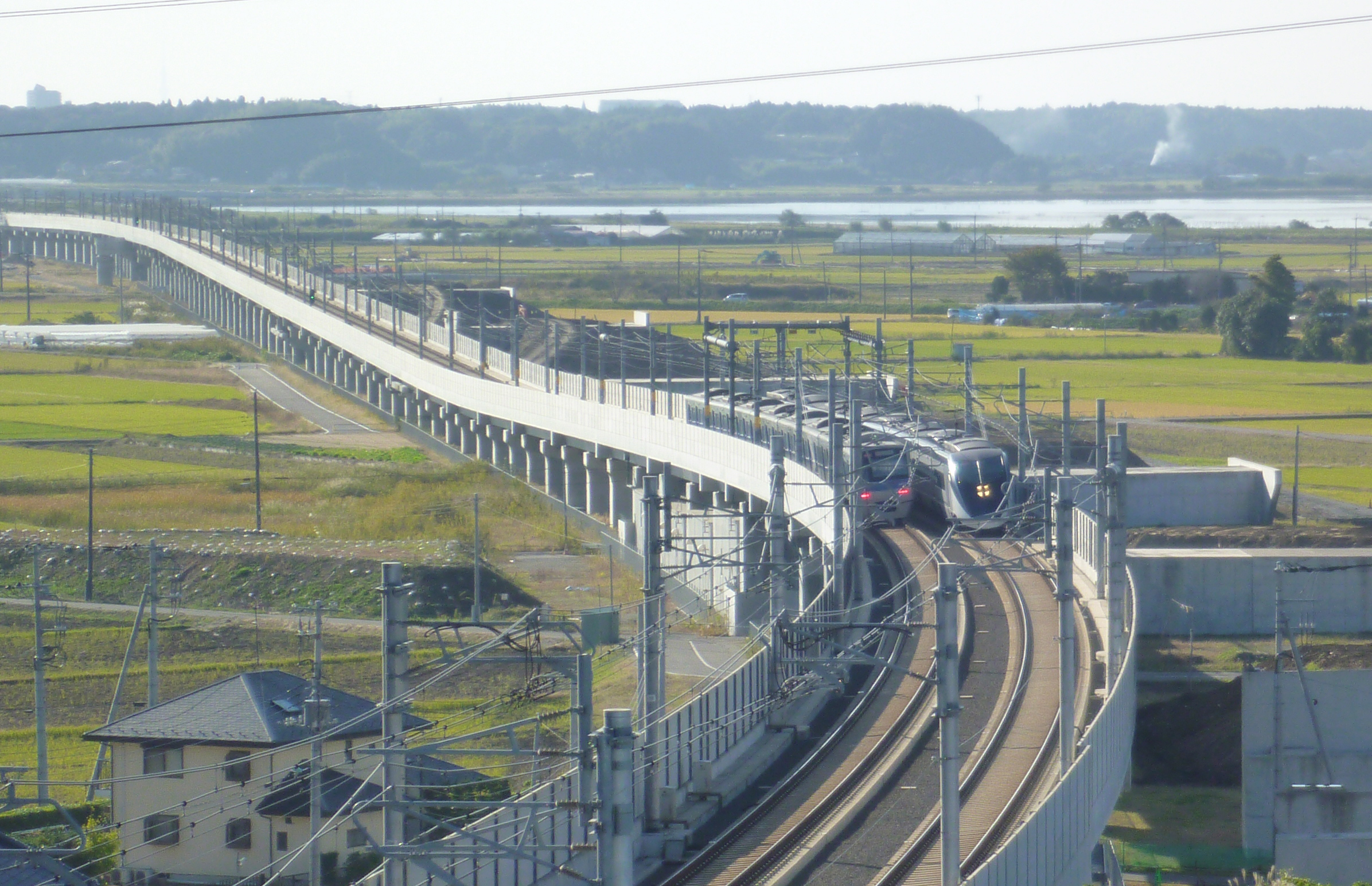
新線区間ですれ違う3050形上りアクセス特急とAE形下り「スカイライナー」。右手に見える橋脚は、建設中の一般国道464号北千葉道路

成田高速鉄道アクセスによると、京成高砂駅 - 印旛日本医大駅間は最高速度130km/hで走行するための改良工事が行われ、新線区間（成田高速鉄道アクセス線）は最高速度160km/hに対応した。また、並行して一般国道464号北千葉道路の一体的な整備が行われている。
京成電鉄では当路線の開業に併せて、JR東日本の山手線・京浜東北線・常磐線、東京都交通局の日暮里・舎人ライナーとの乗り換え駅である日暮里駅の大規模改良工事が実施された。2009年10月3日から1階部分にあたる従来の1面2線のホームを上り用の1面1線、2階を改札・コンコース、3階を下り用の2面1線（「スカイライナー」専用と一般車専用の各ホームを設置）、合計で3面2線に変更された。また、北総鉄道区間も東松戸・新鎌ヶ谷・小室の各駅に待避線が新設された。
さらに受け入れ側の空港第2ビル駅は2009年11月14日から従前の1面1線の単式ホームから1面2線の島式ホームに改良され、成田空港駅もホームが1面2線から2面3線へと増設・拡幅され、従来の京成本線、成田スカイアクセス、「スカイライナー」専用ホームに区別された方向別・列車別ホームとなった。また、両駅の既存のホームは本線と成田スカイアクセスのホームに前後で分けられ、京成本線コンコースにはルートの特定と運賃の算定を行うための中間改札が設置された。なお、京成本線分岐部 - 成田空港駅間の単線区間のうち、分岐部 - 空港第2ビル駅間は同駅のホームの島式化による安全側線の延長により複線化されたが、同駅 - 成田空港駅間の線路は従来通り単線である。
京成高砂駅についても、当路線開業後の踏切遮断時間増加対策の関連工事として金町線ホームの高架化工事を行った。当路線の開業に先行して2010年7月5日より高架化されたため、金町線は全列車が同駅 - 京成金町駅間の折り返し運行となった。
当路線の開業後に都営浅草線の日本橋駅と東銀座駅から東京駅まで分岐線を敷設する計画もあったが、この案はこれとは別に後述する浅草線短絡新線構想（都心直結線）も浮上したこともあり、現在のところ着工されていない。

## 運行形態
運転については、共用区間を京成成田空港線の列車として京成電鉄の乗務員が運転する場合は京成電鉄側の運転規定が適用され、北総線の列車として北総鉄道の乗務員が運転する場合は北総鉄道側の運転規定が適用される。そのため、北総線の各駅端部には京成乗務員向けの駅間最高速度標識など、京成の運転規定上必要な標識が設置されている。
成田スカイアクセス線の列車としては「スカイライナー」とアクセス特急の2種別が運行されている。

### スカイライナー
AE形（2代）により、最高速度160 km/hで運行し、日暮里駅 - 空港第2ビル駅間の所要時間は最速36分。日中は毎時3本運行する。
印旛日本医大駅 - 空港第2ビル駅間における最高速度160 km/hは、新幹線以外では日本最高速で、2015年3月14日に北越急行ほくほく線の特急「はくたか」が廃止されてからは、実運用としては唯一の存在となっている。同区間では160 km/hでの進行を指示するためのGG信号（高速進行）が「スカイライナー」に対してのみ現示されるようになっている。このほか、京急本線に次いで二例目となるYGF信号（抑速信号）も北総鉄道区間を含めて2009年7月より稼動している。
2022年11月26日のダイヤ改正で、「スカイライナー」のうち青砥駅に停車する列車の停車駅に新鎌ヶ谷駅を追加した（青砥駅停車列車はダイヤ改正以前と一部変更になった）。

### アクセス特急
通勤形電車による料金不要の列車。種別色はオレンジで、英語表記は「Access Exp.」または「Limited Express」。
最高速度120km/hで運行し、日暮里駅 - 空港第2ビル駅間の所要時間は最速50分。日中は都営浅草線・京急線方面に1時間あたり1.5本が運行されている。都営浅草線・京急線内エアポート快特となる羽田空港第1・第2ターミナル行きの列車は2013年10月25日までは京成車・京急車とも、飛行機マーク付きの「アクセス特急」の種別幕と「羽田空港」行の行先表示を掲示していた。

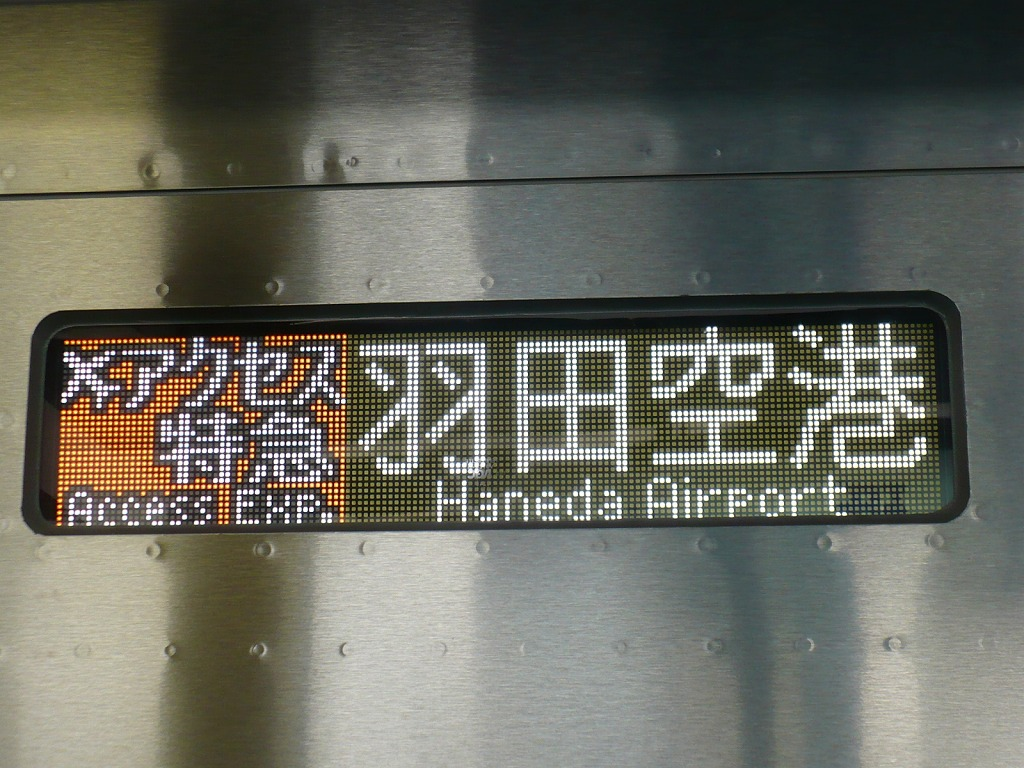
2013年10月25日まで羽田空港行きで京急線・浅草線内でエアポート快特になる列車のみ飛行機マーク付きの「エアポートアクセス特急」の表示であった

成田空港駅から羽田空港第1・第2ターミナル駅までの所要時間は北行が1時間36分、南行が1時間34分。開業当初は当路線開業前の京成本線経由のダイヤより3分早い1時間43分、最速は1時間35分であったが、2012年10月21日の京急蒲田駅高架化に伴うダイヤ改正で北行・南行ともに1時間30分台に短縮された。早朝と夜間は羽田空港第1・第2ターミナル発着（京急線内エアポート急行）のほかに本線京成上野駅・都営浅草線西馬込駅（浅草線内は各駅停車：浅草線区間でも「アクセス特急」が設定される）・京急久里浜線京急久里浜駅発着の列車や押上線押上駅・京急品川駅・神奈川新町駅・三崎口駅始発の列車が設定されている。なお、京浜急行電鉄の車両は原則土休日のみの運用である。
2012年以降、毎年夏休み期間中の毎日早朝に京成上野発下り1本、深夜に京成高砂行き上り1本の臨時列車が運行されていたが、2016年11月19日のダイヤ改正で早朝の列車は定期列車化された。
2015年12月5日のダイヤ改正で、京成上野行き上り最終電車の発車時刻が繰り下げられた。
2017年10月28日のダイヤ改正で、上りの最終列車の時刻が繰り下げられ、行先が平日は金沢文庫行き、土休日は西馬込行きに変更された。なお、青砥で通勤特急京成上野行きと接続していた。
2019年10月26日のダイヤ改正で、早朝の京成上野発の列車の運転区間が変更され、平日は京成高砂始発に短縮、土休日は押上始発に変更となった。また、土休日夜間の京成上野発着の列車の大半が都営浅草線方面発着に変更された。
2021年1月20日、新型コロナウイルス感染症緊急事態宣言の発出に伴う自治体からの要請により、平日の上り金沢文庫行き最終電車の行先を品川行きに変更した（品川駅 - 金沢文庫駅間で運休扱いとし、押上から「普通」として運転）。
2021年3月27日、ダイヤ改正により、平日の上り最終アクセス特急を京成高砂行きに変更し、京成高砂から普通品川行きに変更する形態となった。
2022年2月26日のダイヤ改正で、都営車両によるアクセス特急の運転が開始。これに伴い京急車による運行は、土休日ダイヤのみとなった。また、下りアクセス特急の初列車が平日・土休日とも品川始発となった。
「スカイライナー82号」の運転時刻変更に伴い、平日・土休日とも上り最終電車の発車時刻を8分ほど繰り下げ、京成高砂行きとなった。
2024年1月2日、羽田空港で発生した日本航空所属航空機と海上保安庁所属航空機同士による衝突炎上事故に伴い、成田空港での代替着陸による混雑を懸念し、成田空港駅発25時台に上野駅へ向かう臨時列車を運行した。なお、本来この時間帯に発車する電車は存在しないため、異例と言える。

#### 運行パターン
停車駅は各路線ページを参照のこと
- 京急線直通
  - 羽田空港第1・第2ターミナル発着
    - 日中の基本パターン。押上駅 - 羽田空港第1・第2ターミナル駅間はエアポート快特（京急蒲田通過）で運転。押上駅で横浜方面特急に接続。
    - 朝夕運転の列車は京急線内を快特または急行で運転（都営浅草線内は各駅に停車）。

  - 横浜方面発着
    - 朝夕夜間に数本運転される。京急線内は特急で運転（都営浅草線内は各駅に停車）。
- 都営浅草線直通（西馬込発着）
  - 朝間と夕夜間に運転。
- 京成上野発着
  - 夕方・夜間に運転。
- 京成高砂発着
  - 夜間に運転。一部列車は京成高砂駅において種別・行先を変更し羽田空港第1・第2ターミナル・京成上野発着で運行される。

| 種別＼駅名 | 種別＼駅名     | 種別＼駅名     |           | 京成高砂 | … | 印旛日本医大 | 印旛日本医大 | … | 空港第２ビル | 成田空港 | 運行本数 |
| ---------- | -------------- | -------------- | --------- | -------- | - | ------------ | ------------ | - | ------------ | -------- | -------- |
| 運行範囲   | スカイライナー | スカイライナー | 京成上野← |          |   |              |              |   |              |          | 2本      |
| 運行範囲   | アクセス特急   | アクセス特急   | 羽田空港← |          |   |              |              |   |              |          | 1本      |

#### 臨時ダイヤ
- 箱根駅伝対策（2011年（第87回大会[35]）・2012年（第88回大会[36]）実施）
  - 京急では毎年1月3日に箱根駅伝復路開催に伴う臨時ダイヤが編成されていたため、以下のように変更されていた。
    - 種別を押上駅 - 泉岳寺駅 - 京急蒲田駅間は快特に変更の上、京急蒲田駅 - 羽田空港国内線ターミナル（現:羽田空港第1・第2ターミナル）駅間の運転が中止。
    - 京急蒲田で空港線臨時普通電車に接続、当該車両は神奈川新町まで回送される。

  - 2012年10月に平和島駅 - 京急蒲田駅 - 六郷土手駅間と京急蒲田駅 - 大鳥居駅間の下り線の高架化が完了したため[37]、同年をもって終了。2013年（第89回大会）以降は実施されていない。
- 隅田川花火大会対策
  - 都営浅草線において隅田川花火大会開催に伴い、会場最寄駅の本所吾妻橋駅・蔵前駅・浅草橋駅にエアポート快特が臨時停車する。
  - そのため、種別変更駅を押上駅から東日本橋駅に変更の上、押上駅 - 東日本橋駅間を各駅停車とする[38]。

## 使用車両
原則停車駅予報装置が搭載されている8両編成が使用される。
京成電鉄車両
- AE形（スカイライナー）
- 3700形
- 3000形
- 3100形
  - アクセス特急には原則として3100形が使用されるが、ダイヤ乱れ時などは3700形・3000形が運用に入る場合もある。
  - その他の京成車は臨時列車・団体列車で入線実績がある。

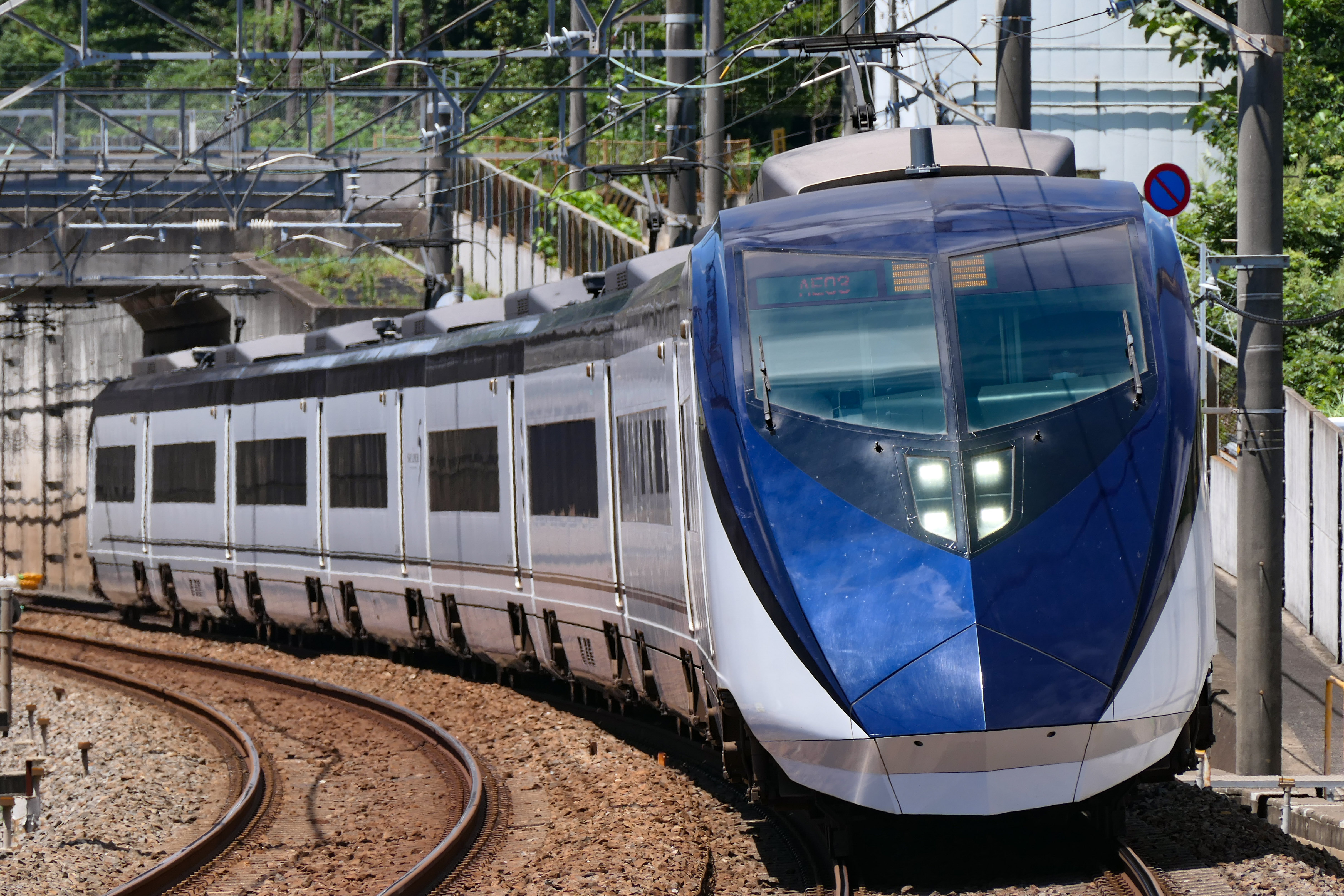
「スカイライナー」用車両 AE形
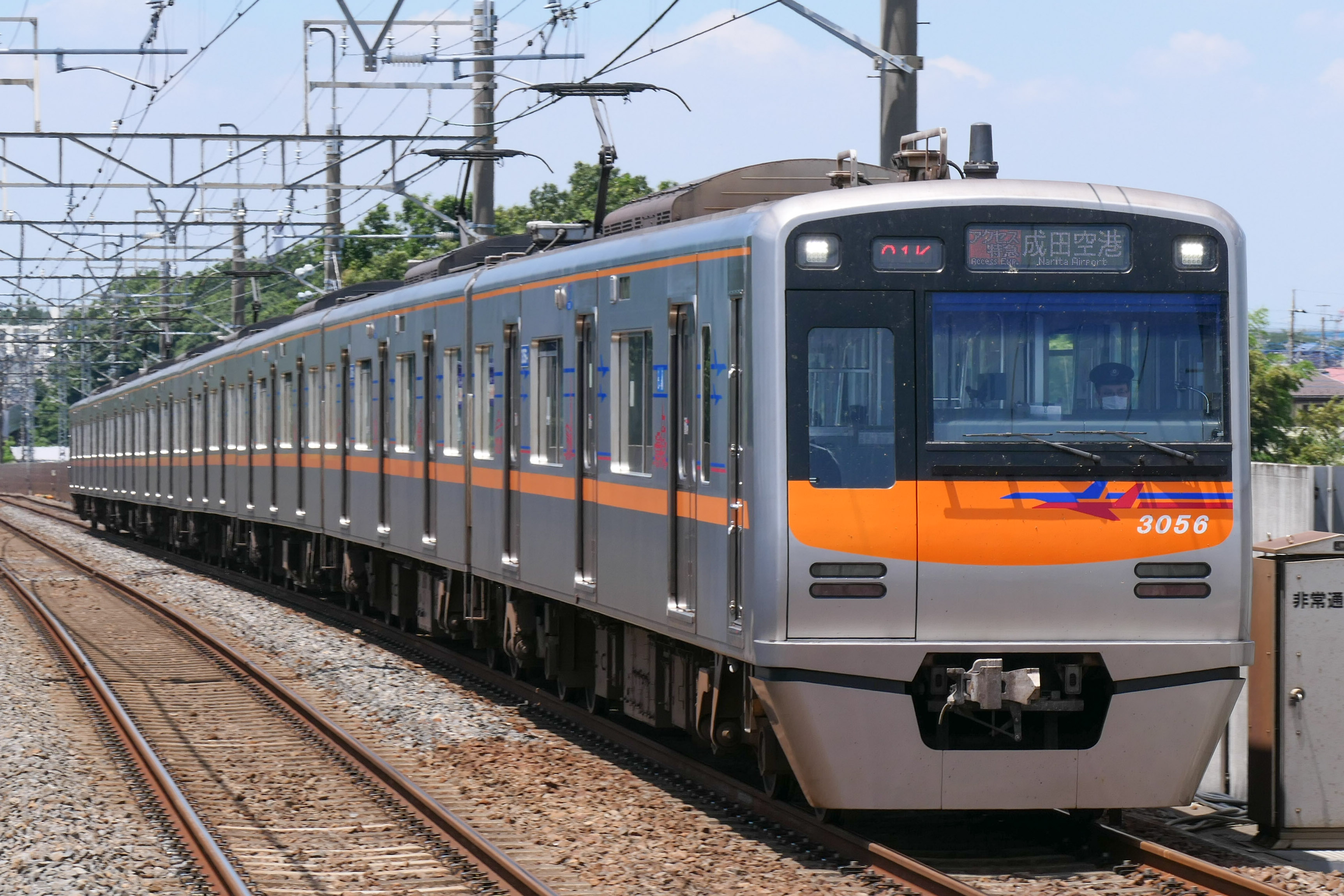
3050形によるアクセス特急
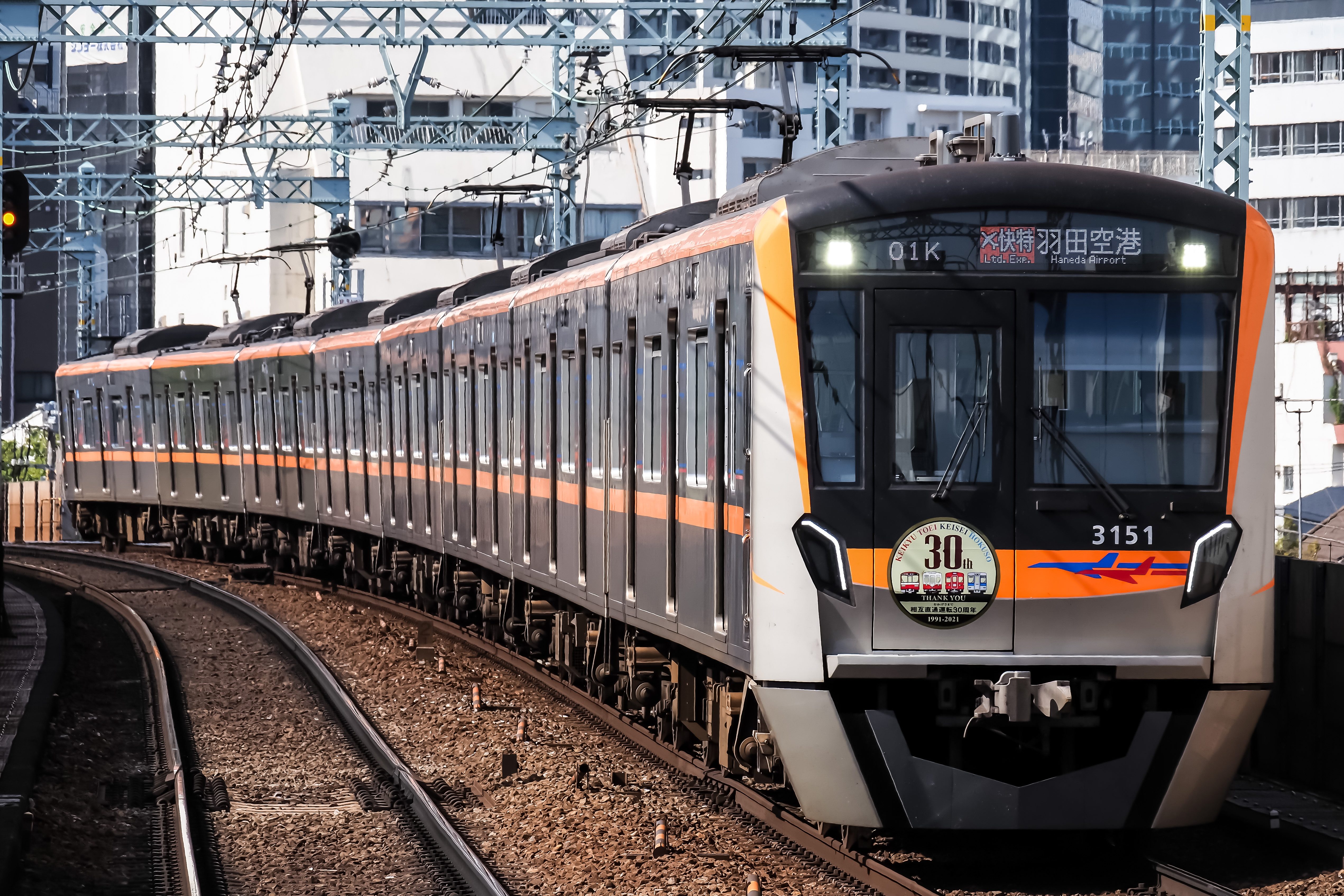
3100形によるエアポート快特（相互直通30周年ヘッドマーク付き）
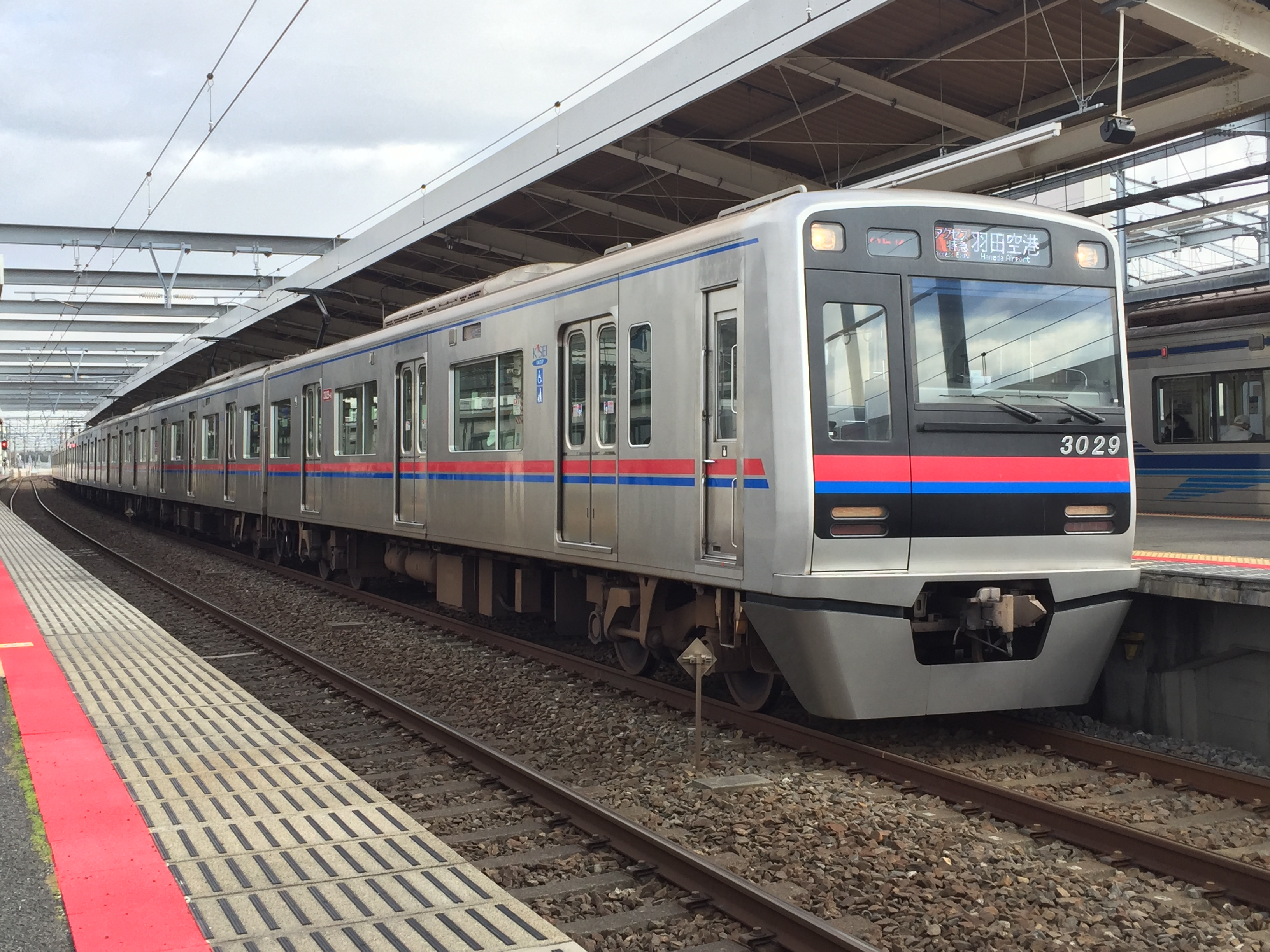
3000形によるアクセス特急
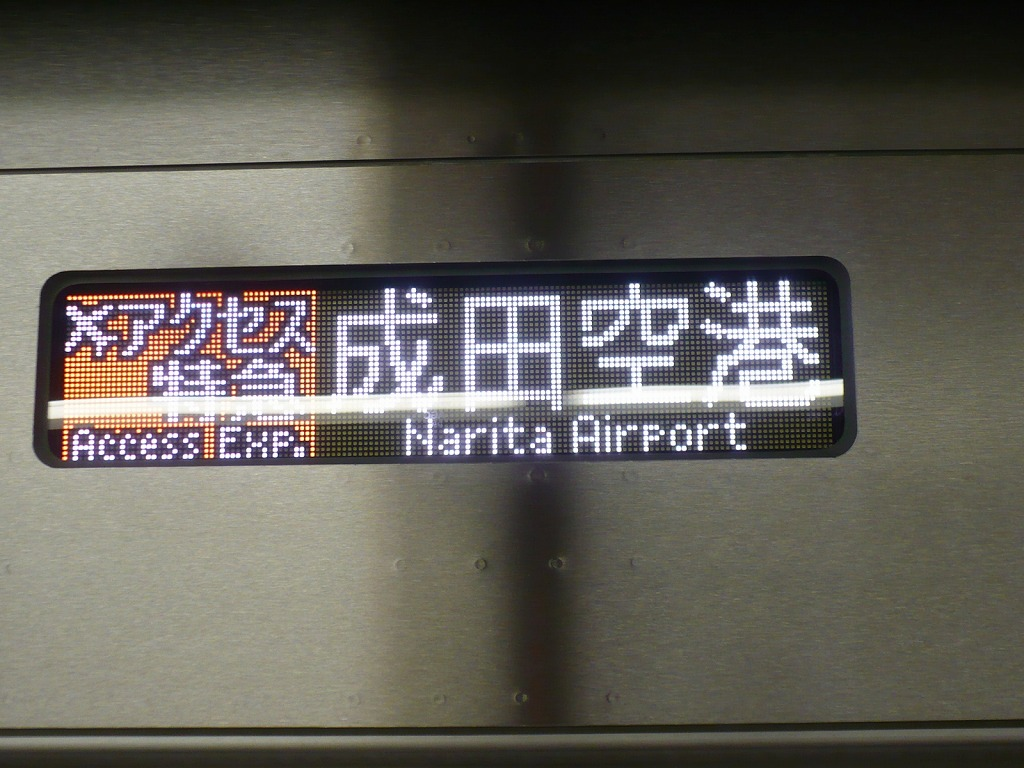
京成3050形 アクセス特急の行先表示
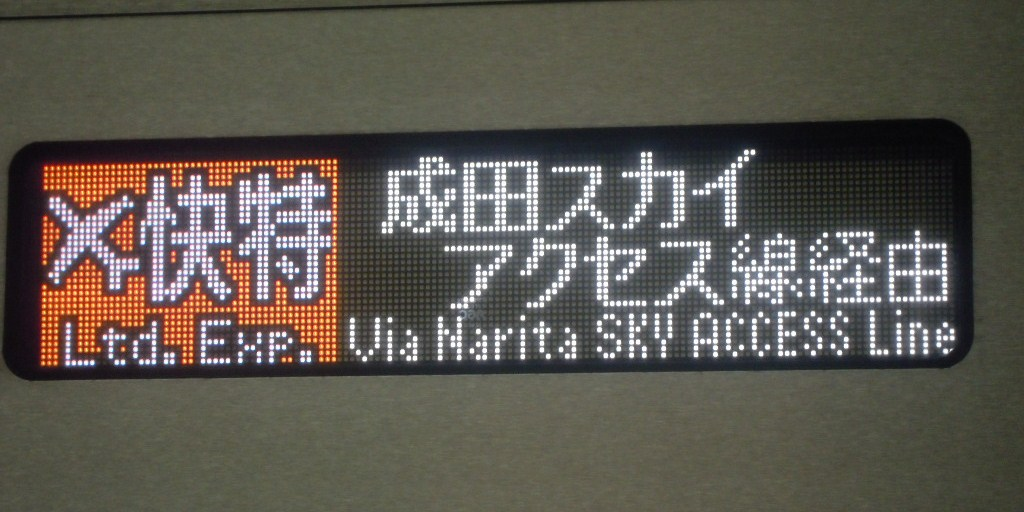
スカイアクセス線 経由表示

京浜急行電鉄車両
- 600形
- 1000形（ステンレス車10次車以降）
- 1500形
  - 1000形アルミ車と1500形は緊急時の代走のみであったが、1500形については2019年12月より正式に乗り入れを開始した。2022年2月以降は原則として土休日ダイヤのみの運用となっている。

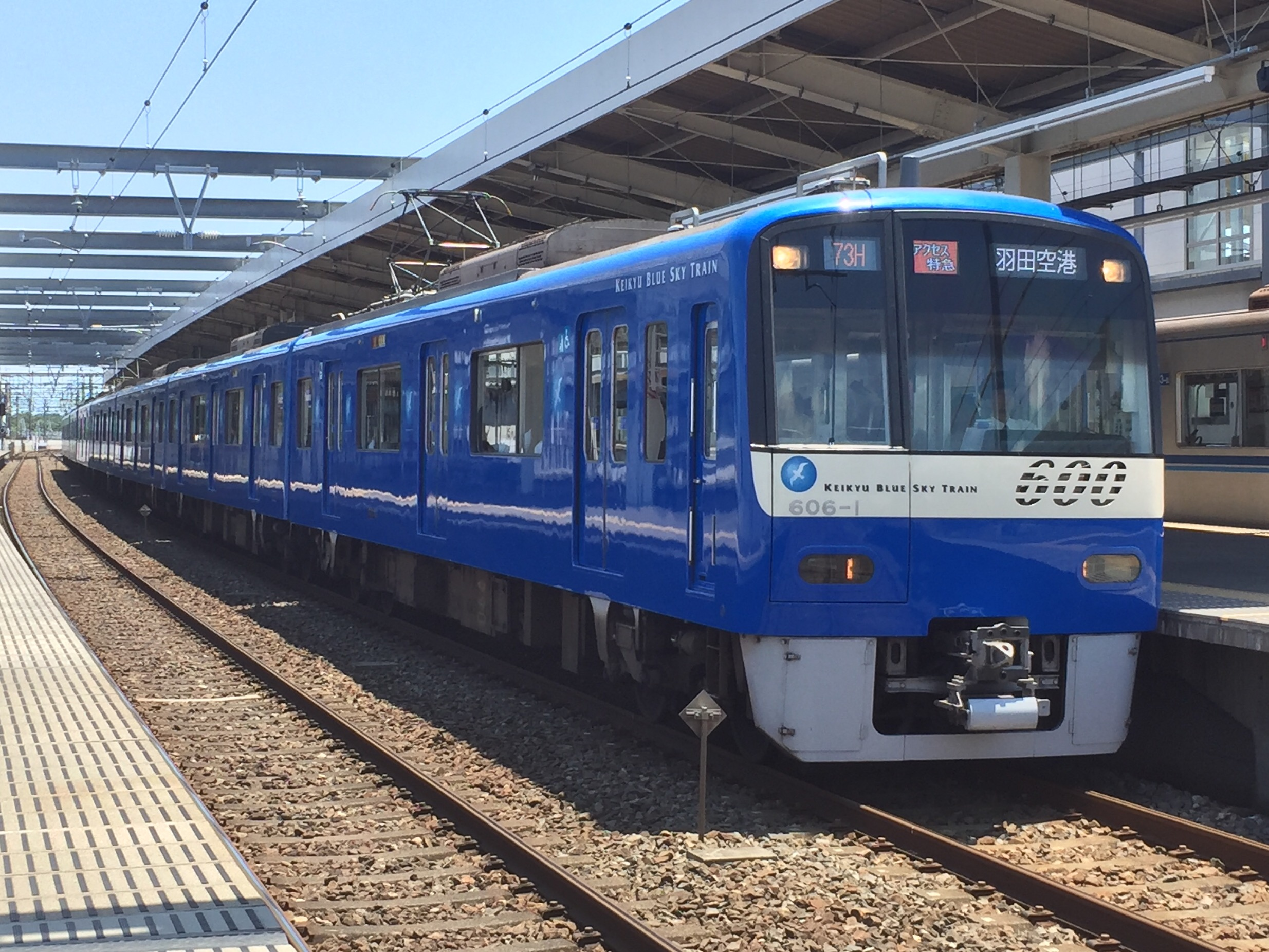
京急600形「KEIKYU BLUE SKY TRAIN」 羽田空港行アクセス特急
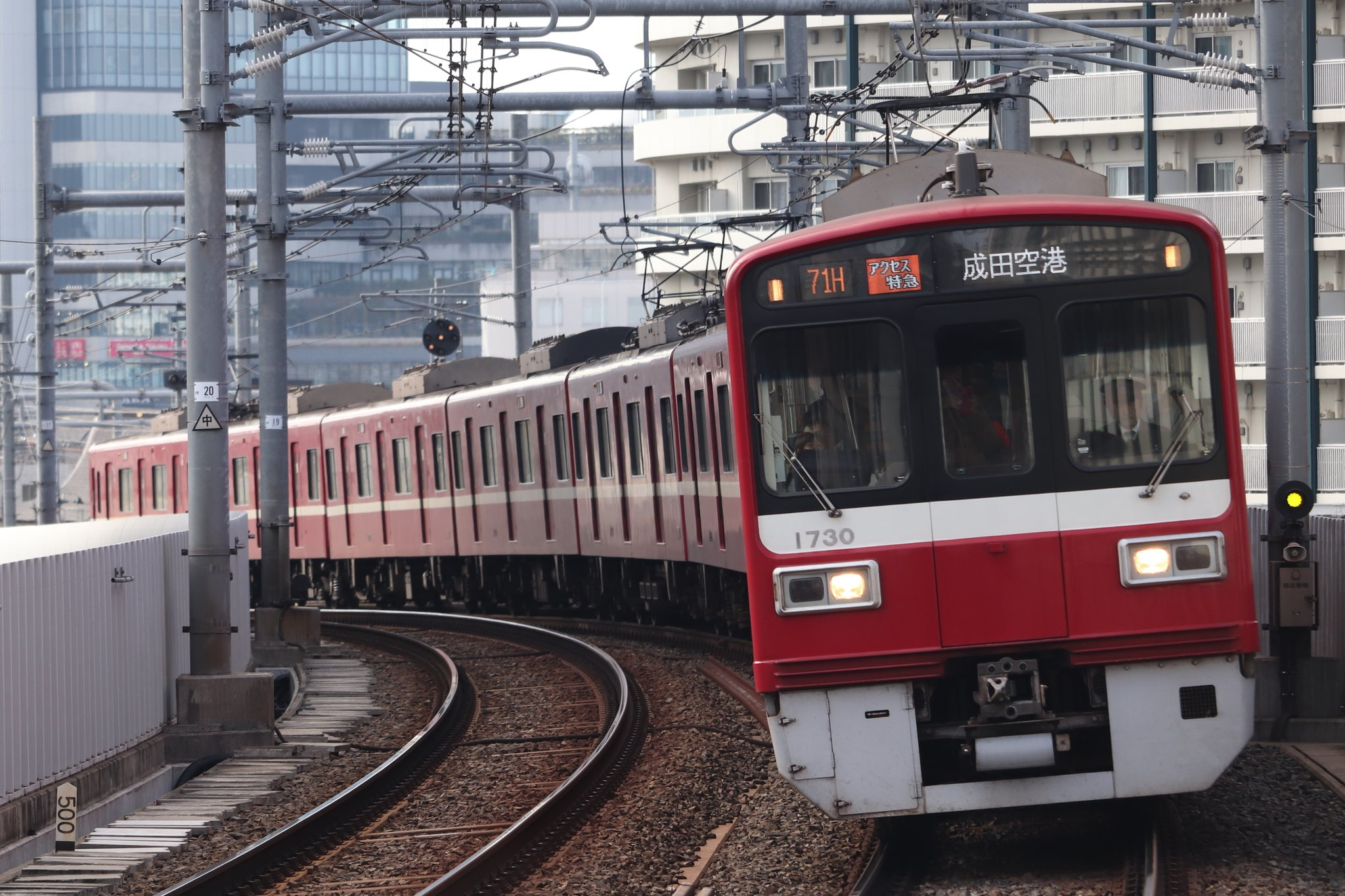
京急1500形による 成田空港行アクセス特急
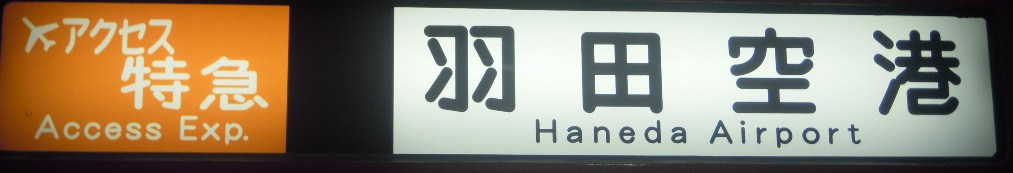
京急600形の アクセス特急の行先表示

東京都交通局車両
- 5500形（2022年2月26日より乗り入れ開始）

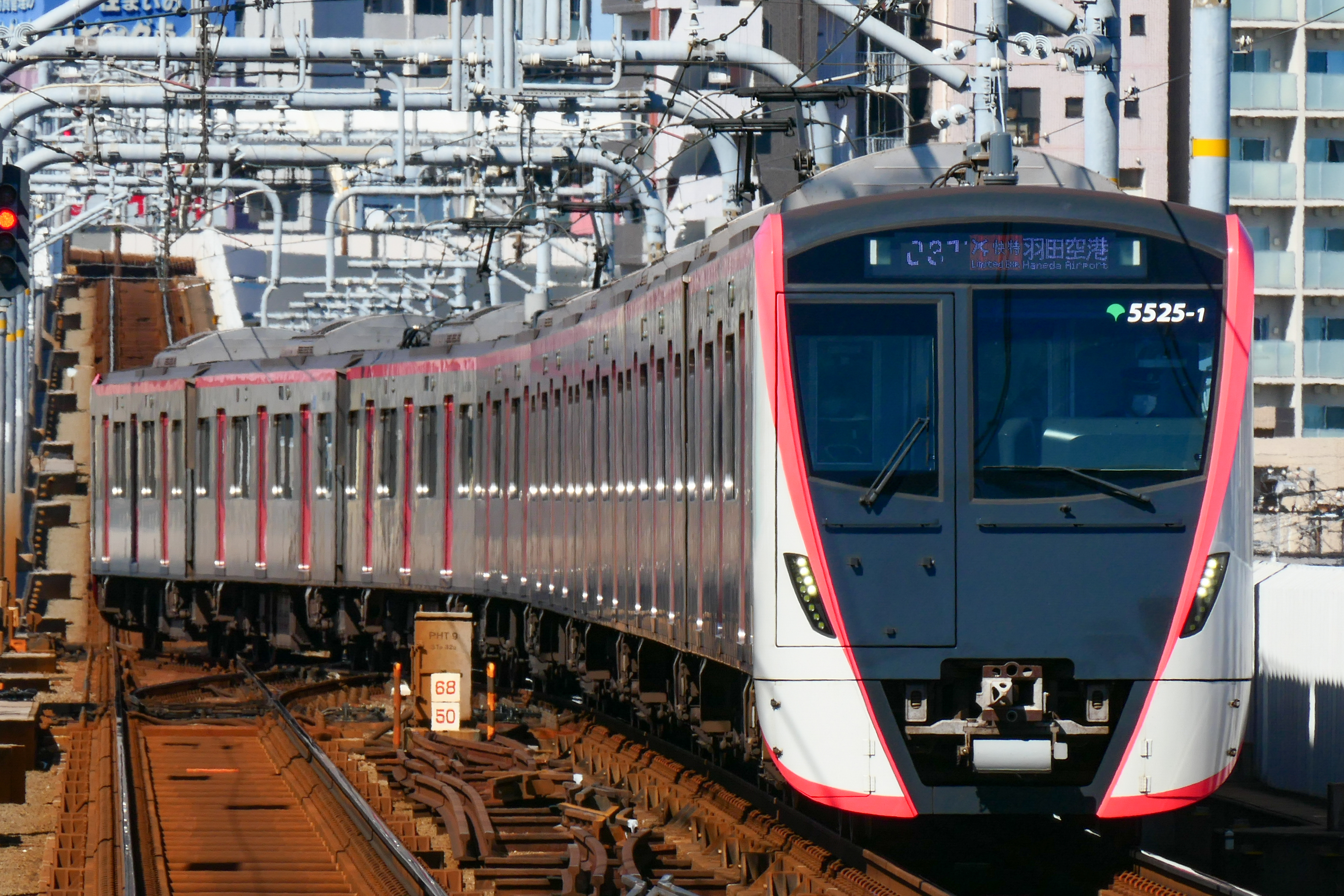
都営浅草線5500形による 成田空港発羽田空港行エアポート快特（糀谷駅）

なお、北総鉄道（千葉ニュータウン鉄道所有車を含む）には120km/h対応編成が存在するが、アクセス特急としては運行していない。

## 駅一覧
- ●：停車、▲：一部停車、｜：通過
- 京成高砂駅 - 印旛日本医大駅間は北総鉄道北総線との共用区間である。「北総鉄道北総線#駅一覧」も参照のこと。空港第2ビル駅 - 成田空港駅間は京成本線との重複区間である。
- 東松戸駅 - 印旛日本医大駅の各駅では、京成電鉄の駅番号は振られていない（北総鉄道が付与した駅番号を京成電鉄も案内に使用している）。これは、京成電鉄が押上駅を例外として駅番号の二重付番を行わない方針をとっているためである[41][42][注 2]。
- 線路 … ||：複線区間、◇・｜：単線区間（◇は列車交換可能）、∨：ここより下は単線、∧：ここから上は単線（駅構内は列車交換可）

| 駅番号 | 駅名                                      | 駅間 キロ | 累計 キロ | アクセス特急 | スカイライナー | 接続路線・備考 | 線路 | 所在地        | 所在地        |
| ------ | ----------------------------------------- | --------- | --------- | ------------ | -------------- | --- | ---- | ------------- | ------------- |
| KS10   | 京成高砂駅                                | -         | 0.0       | ●            | ｜             | 京成電鉄： 本線（青砥・京成上野方面直通あり、八幡・船橋方面乗り換え）・ 押上線（ 都営地下鉄浅草線方面・ 京急線羽田空港方面直通あり）・ 金町線 北総鉄道： 北総線（共同使用駅） | \|\| | 東京都 葛飾区 | 東京都 葛飾区 |
| (HS05) | 東松戸駅                                  | 7.5       | 7.5       | ●            | ｜             | 北総鉄道： 北総線（共同使用駅） 東日本旅客鉄道： 武蔵野線 (JM 13) | \|\| | 千葉県        | 松戸市        |
| (HS08) | 新鎌ヶ谷駅                                | 5.2       | 12.7      | ●            | ▲              | 北総鉄道： 北総線（共同使用駅） 京成電鉄： 松戸線 (KS78) 東武鉄道： 野田線（東武アーバンパークライン） (TD-30)                                                                | \|\| | 千葉県        | 鎌ケ谷市      |
| (HS12) | 千葉ニュータウン中央駅                    | 11.1      | 23.8      | ●            | ｜             | 北総鉄道： 北総線（共同使用駅） | \|\| | 千葉県        | 印西市        |
| (HS14) | 印旛日本医大駅 （松虫姫）                 | 8.5       | 32.3      | ●            | ｜             | 北総鉄道： 北総線（共同使用駅） | \|\| | 千葉県        | 印西市        |
| KS43   | 成田湯川駅                                | 8.4       | 40.7      | ●            | ｜             | 成田線（我孫子支線）下総松崎 - 成田間との交差地点（松崎字湯川） | ∨    | 千葉県        | 成田市        |
| -      | 成田空港高速鉄道線接続点 （通称：土屋点） | -         | (43.0)    | ｜           | ｜             | 第三種鉄道事業者の境界点 駅設置の請願が行われている。 | ｜   | 千葉県        | 成田市        |
| -      | 根古屋信号場                              | -         | -         | ｜           | ｜             | JRの根古屋信号場跡地付近 | ◇    | 千葉県        | 成田市        |
| -      | （本線接続点）                            | -         | (49.9)    | ｜           | ｜             | 本線との線路上の接続点 | ｜   | 千葉県        | 成田市        |
| KS41   | 空港第2ビル駅 （成田第2・第3ターミナル）  | 9.7       | 50.4      | ●            | ●              | 京成電鉄： 本線（京成成田方面） 東日本旅客鉄道： 成田線（空港支線：JO 36） | ◇    | 千葉県        | 成田市        |
| KS42   | 成田空港駅 （成田第1ターミナル）          | 1.0       | 51.4      | ●            | ●              | 京成電鉄： 本線（京成成田方面） 東日本旅客鉄道： 成田線（空港支線：JO 37） | ∧    | 千葉県        | 成田市        |

- 成田空港高速鉄道線接続点付近（ウイング土屋地先）に「土屋駅（仮称）」を設ける運動が存在し、同地点には駅を設ける空間も有しているが、現行計画では駅設置の予定はない。成田市では「成田新高速鉄道土屋駅設置促進協議会」（現：新駅・基幹交通網整備促進特別委員会）を設け、土屋駅設置に向けた署名活動や千葉県・国土交通省・新東京国際空港公団（当時）への陳情などの住民運動を展開している。2008年2月20日には土屋新駅設置に係る研究会が発足した。研究会は、京成電鉄、成田空港高速鉄道、成田高速鉄道アクセス、成田国際空港、成田市、千葉県の各メンバーから成り、課題の整理と調査が実施される。2014年1月8日の東京新聞千葉版によるところでは駅設置のために区画整理がなされてバスロータリーも造られていたが京成では「スカイライナー」の速度維持のため駅設置は難しい」という[注 17]。
- 当初アクセス特急[注 18]が通過する予定だった東松戸駅は、千葉県、松戸市、武蔵野線沿線地方公共団体などが要望した結果、停車駅に追加された。同駅には2009年2月16日より北総鉄道によって特急（アクセス特急とは別の列車で新鎌ヶ谷駅 - 印旛日本医大駅間は各駅に停車）と急行（2022年廃止）の停車が開始されている。
- 累計キロ49.9km地点に本線との接続点がある。当線成田湯川駅方面 - 駒井野信号場（京成成田駅）方面を空港第2ビル駅経由で利用する場合の運賃計算に使用される[7][43]。
- 新鎌ヶ谷駅 - 千葉ニュータウン中央駅間で柏市・白井市・船橋市内を通過するが駅はない（柏市内には北総線の駅もない）。
- 2024年2月、東京都内で行われた有識者会議において、成田国際空港（NAA）は今後予定されている旅客ターミナル再編に合わせて、新ターミナルに接続する新駅を設置すると同時に成田空港駅を廃止にする計画を発表した。空港第2ビル駅については近隣の貨物施設などに通勤している従業員向けの駅に変更した上で存続させる可能性もあるとしている[44][45]。

## 成田 - 羽田連絡鉄道の経緯と構想
国土交通省は2008年、当路線を活用した成田 - 羽田連絡鉄道の開設について検討を開始した。羽田・成田両空港は発着枠の拡大が計画されており、特に羽田空港は2010年10月21日に4本目となる滑走路の併用開始および国際定期便の就航が予定されていることなどから、両空港間における乗り継ぎ客の増加が予想されており、両空港間の連絡機能の向上が求められている。
当路線開業により現在、両空港間はアクセス特急が最短103分で結んでいるが、都営地下鉄浅草線内の三田・宝町両駅付近の2か所に特急列車用の追い越し設備を新設することで65分に短縮できるとされている（建設費は400億円程度）。また、これとは別に同線の改良ではなく並行してバイパスとなる別線（都心直結線）を新たに建設する案（建設費は3,000億円程度）も発表されている。このバイパス線の場合は60分で両空港間を結ぶことになっている。
このほか、浅草線の東銀座・日本橋の両駅から分岐線を新設して東京駅に至るいわゆるデルタ線構想もあったが、都心直結線の構想が示されて以降は消滅した。
両空港間を結ぶ連絡列車としては1998年11月18日の京急空港線羽田駅（現・天空橋駅） - 羽田空港駅（現・羽田空港第1・第2ターミナル駅）間延伸開業と同時に実施されたダイヤ改正から、羽田空港駅 - 成田空港駅間を運行し、かつ全区間において通過運転を行う新種別「エアポート快特」（京成線内は特急）が設定され、空港間連絡鉄道としての役割を果たしてきたが、2002年10月12日に実施されたダイヤ改正から京成線内においては同日から新たに設定された「快速」として運転されるようになった。快速は特急より停車駅が多く、京成津田沼駅以東（成田空港駅方面）は各駅に停車する上、大部分が京成成田駅や京成佐倉駅発着となる運用に短縮されたため、空港間連絡鉄道としての機能を持たなくなった。
その後、2006年12月10日のダイヤ改正から京成線において快特（快速特急）が新設され、早朝に成田空港発羽田空港行、夕方以降に羽田空港発成田空港行（ともに京急線内急行、2010年5月16日からはエアポート急行）がそれぞれ設定されており、当路線開業以前のダイヤではこの快特が事実上空港間連絡鉄道としての役割を担っていた。
当路線開業時に、成田空港と羽田空港を結ぶ列車として、特急料金不要の通勤形車両を用いた「アクセス特急」が新設された。日中は成田空港駅 - 羽田空港駅間を成田スカイアクセス、京成本線・押上線、都営浅草線、京急本線・空港線経由で結ぶ。途中、押上駅で「エアポート快特」に種別変更して都営・京急線を走る。